# Антигон I Одноглазый
Антигон I Одноглазый (др.-греч. Ἀντίγονος ὁ Μονόφθαλμος; ок. 382 до н. э. — 301 до н. э.) — военачальник Александра Македонского. Одна из ключевых персон периода войн диадохов за передел Македонской империи после смерти Александра Македонского.
Антигон родился в аристократической семье Древней Македонии. В молодости он занял высокое положение при дворе царя Филиппа II. Во время одной из военных кампаний Антигон потерял глаз. В 334 году до н. э., в возрасте около 50 лет, Антигон был одним из военачальников, которые пересекли Геллеспонт вместе с Александром Македонским. Весной 333 года до н. э. Александр назначил Антигона сатрапом стратегически важной Великой Фригии, что свидетельствует не только о признании его заслуг, но и о безусловном доверии македонского царя.
После смерти Александра Македонского в 323 году до н. э. за Антигоном была подтверждена власть над его прежними владениями. В ходе эпического противостояния с Эвменом во время Второй войны диадохов Антигон к 315 году до н. э. стал правителем большей части всех азиатских владений империи Александра. Однако его власть была недолгой. В ходе Вавилонской войны 311—308/307 годов до н. э. Антигон потерял восточную половину своих владений.
Следующая, Четвёртая война диадохов вначале развивалась успешно для Антигона. Его войска разгромили египетский флот под командованием Птолемея, заняли всю Грецию и были близки к покорению Македонии. Однако вновь созданная коалиция между царями Македонии, Фракии и Египта — Кассандром, Лисимахом и Птолемеем, а также военачальником Селевком смогла разгромить Антигона в битве при Ипсе 301 года до н. э. В ходе сражения 80-летний военачальник погиб.

## Биография

### Происхождение. Ранние годы
Антигон родился около 382 года до н. э. в семье Филиппа. Античные источники по разному описывают социальный статус семьи Антигона. Клавдий Элиан утверждал, что в молодости Антигон пахал землю. Согласно Диодору Сицилийскому, Антигон происходил из частного сословия, Полибию — из царского рода. Отца Антигона Филиппа в некоторых, преимущественно устаревших, источниках отождествляют с Филиппом, сыном Махата, который происходил из рода царей верхнемакедонской области Элимиотиды. Имя матери Антигона неизвестно. У пары было ещё несколько детей — старший сын Деметрий, (возможно) Полемей, а также ещё один сын или дочь, чьё имя неизвестно. После того как мать Антигона овдовела, она вышла замуж за Периандра из Пеллы и около 356 года до н. э. родила Марсия.
Согласно реконструкции Р. Биллоуза, Антигон происходил из аристократической семьи и провёл детство в Нижней Македонии. По мнению историка, фрагмент Элиана о низком происхождении Антигона содержится среди других двадцати преимущественно недостоверных утверждений о родственных связях известных деятелей античности и соответственно не заслуживает доверия. Свидетельство Полибия является следствием пропаганды потомков Антигона, которые управляли Македонией в течение целого столетия. Брак аристократа Периандра с женщиной с несколькими детьми, по мнению Р. Биллоуза, свидетельствует о её высоком статусе. Успешная карьера одного из братьев Антигона Деметрия при Филиппе II также говорит о высоком социальном статусе семьи. Ещё одним аргументом в пользу аристократического происхождения Антигона является его брак со Стратоникой, которая имела родственные связи с царской династией Аргеадов.
Детство и юность Антигона прошли в условиях частых смен власти, вторжений на территорию Македонии иллирийцев и общей неопределённости относительно дальнейших перспектив существования государства. Несмотря на это, в молодости Антигон получил хорошее образование, о чём свидетельствует цитирование им в зрелом возрасте трудов Еврипида.

### При Филиппе II

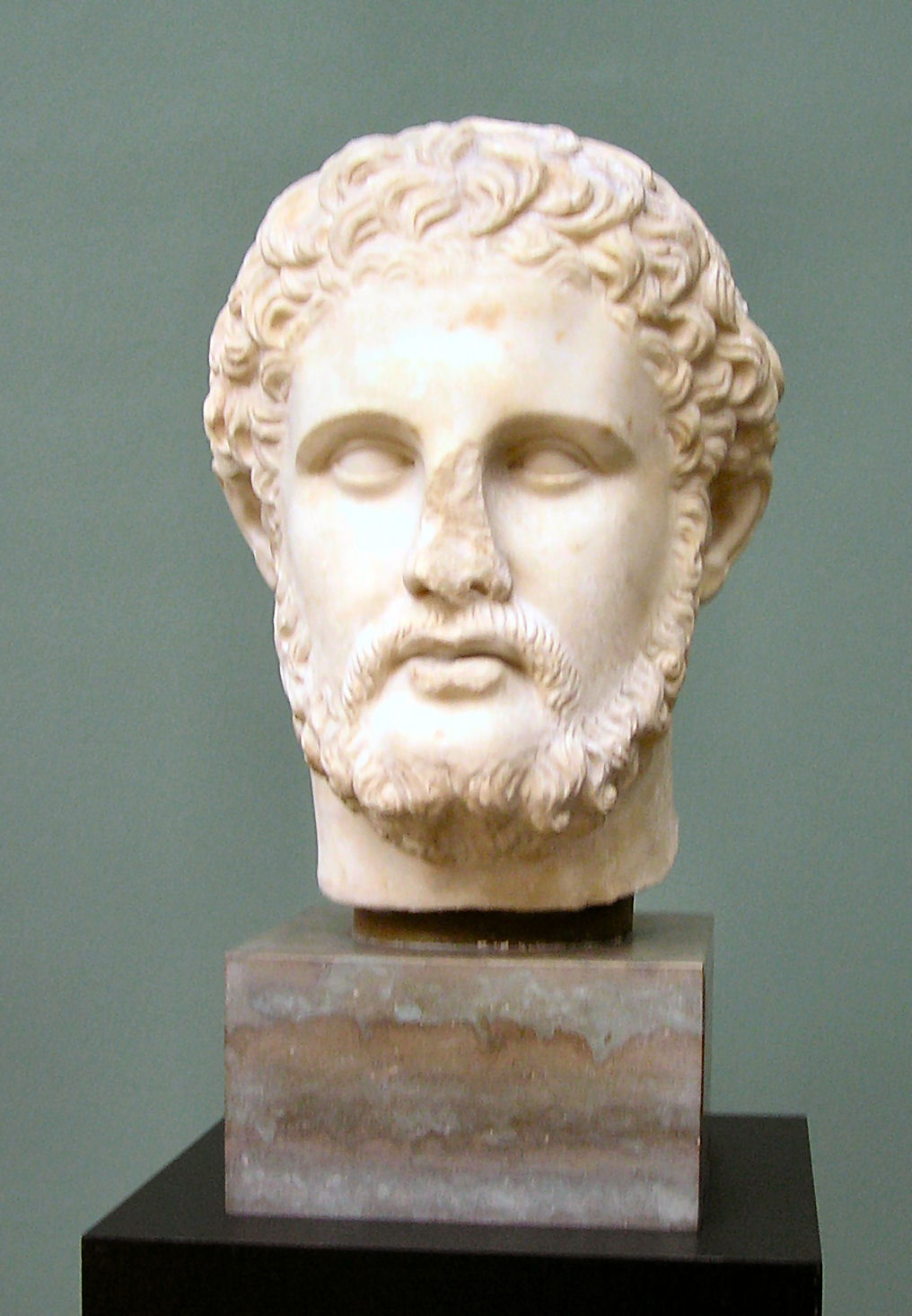
Античный бюст Филиппа II в Новой глиптотеке Карлсберга, Копенгаген, Дания

Современникам практически ничего не известно о деталях жизни Антигона в период царствования Филиппа II. По утверждению Р. Биллоуза, несомненно, что Антигон занял высокое положение при дворе македонского царя, входил в число гетайров и стал одним из его военачальников. Этот статус во время Филиппа II предполагал не только высокое имущественное и социальное положение, но и определённый военный опыт. Предположительно, именно в этот период своей жизни Антигон получил военный и административный опыт.
Ко времени правления Филиппа II, предположительно, относится второе замужество матери Антигона с Периандром. От этого брака родился Марсий, который был не только ровесником сына Филиппа II Александра, но и обучался с ним у Аристотеля. Родственная связь с другом детства престолонаследника также способствовала росту влияния Антигона.
Во время осады Перинфа 340—339 годов до н. э. Антигон потерял глаз. Согласно Плутарху, он не покинул строй и не позволял врачам вынуть стрелу до окончания боя, в ходе которого враги были оттеснены за городские стены. В античных источниках, описывающих эти события, существуют разночтения. Плутарх путает Антигона с Антигеном, однако современные историки преимущественно считают, что речь идёт об ошибке в античном источнике. Р. Биллоуз приводит следующую гипотетическую последовательность событий. Во время осады Перинфа Филипп II с частью войска отправился к Византию. Антигон был оставлен в качестве одного из военачальников у стен Перинфа. Перинфяне, увидев ослабление войска противника, совершили вылазку. Антигон, несмотря на ранение, считал себя обязанным отразить нападение на македонян, и только после этого покинул поле сражения.
Приблизительно в это же время, во время одной из военных кампаний, которые вёл Филипп II, погиб брат Антигона Деметрий. После его смерти Антигон взял в жёны вдову брата Стратонику, которая, возможно, имела родственные связи с династией македонских царей Аргеадов.
По одной из версий, Антигон мог участвовать в экспедиции македонян в Азию 336—334 годов до н. э.

### При Александре Македонском

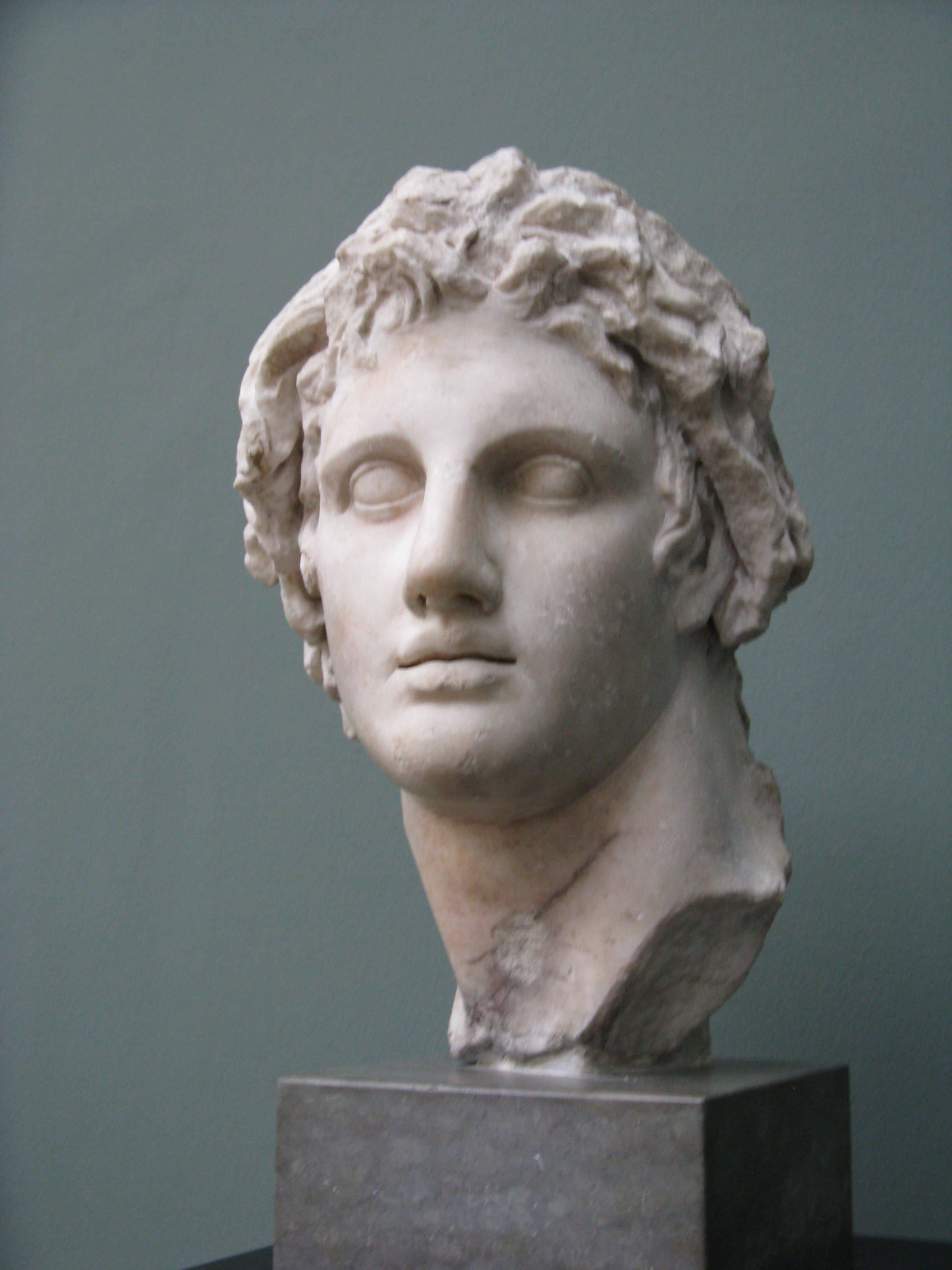
Античный бюст Александра Македонского в Новой глиптотеке Карлсберга, Копенгаген, Дания

В 334 году до н. э. Александр Македонский со своим войском пересёк Геллеспонт. По утверждению Р. Биллоуза, Антигон был одним из военачальников Александра, который руководил семью тысячами греческих пехотинцев. Такой вывод основан на сопоставлении двух фрагментов Диодора Сицилийского и Арриана. Диодор Сицилийский при перечислении сил, с которыми Александр начал свой поход, упомянул «семь тысяч союзников», то есть греков, которые встали под знамёна македонского царя. Арриан, при описании событий 333 года до н. э., писал: «Он [Александр] … назначил сатрапом Фригии Антигона, сына Филиппа, а командовать союзниками поставил вместо него стратега Балакра, сына Аминты».
Скорее всего, Антигон во главе греческих союзников участвовал в битве при Гранике. Возможно, вместе с Каласом и Александром Линкестийцем Антигон покорял Геллеспонтскую Фригию. Согласно данным эпиграфики, Антигон руководил войсками, которые заняли ионийский город Приену. Также Антигон был одним из членов военного совета при Александре во время кампании 334—333 годов до н. э.
Весной 333 года до н. э. Александр назначил Антигона сатрапом стратегически важной Великой Фригии, что свидетельствует не только о признании его заслуг, но и о безусловном доверии македонского царя. Фригия находилась в самом центре Малой Азии, через неё проходили основные дороги из Азии к Геллеспонту и Македонии. Область граничила с непокорённой Писидией, а также Каппадокией и Пафлагонией, чьи правители лишь формально признали власть македонян. Также в крепости столицы области Келены оставались персидские войска в количестве тысячи карийцев и сотни греков-наёмников. Между гарнизоном крепости и македонянами было заключено соглашение, что они прекратят сопротивление, если в течение 60 дней к ним не прибудут основные войска персов. После покорения Келен Антигон отправил на помощь Александру 1500 наёмников, которые участвовали в битве при Иссе.
Особенностью битвы при Иссе было расположение войск персов и Александра — оба войска находились спиной к территории, которую контролировал противник. После поражения персы были вынуждены спасаться бегством в Малую Азию. Александр, вместо преследования персов, направился в Финикию, где начал осаду Тира. Антигон, в чьих владениях оказались значительные силы персов, был вынужден довершить уничтожение войска, которое сражалось при Иссе. Квинт Курций Руф упоминает три сражения, в которых Антигон «рассеял персов». Парадокс ситуации заключался в том, что Антигон обладал значительно меньшим количеством воинов, по сравнению с числом бежавших персов, так как основные силы македонян находились при Александре. По одной из версий, Антигон был вынужден задействовать Клеандра с 4 тысячами воинов, которые шли из Греции через Малую Азию к Александру.
После отражения непосредственной угрозы персидского вторжения Антигон завоевал Ликаонию. Покорение этой провинции было крайне важно для успеха всей кампании Александра. Через Ликаонию проходил прямой сухопутный путь из Азии в Македонию. Р. Биллоуз особо отмечал, что действия других сатрапов, которых Александр оставил в Малой Азии, Каласа и Балакра по увеличению Македонской империи оказались безуспешными. Возможно, в 330 году до н. э. Антигону были дополнительно переданы в управление Ликия и Памфилия. Таким образом, под его властью оказались две трети всех македонских владений в Малой Азии, что делало Антигона наиболее влиятельным человеком в регионе. Македонский сатрап мог управлять областью по собственному разумению, так как Александр был занят военными походами в глубь империи Ахеменидов и не мог контролировать своих ставленников в отдалённых провинциях.
На севере от владений Антигона находилась Каппадокия, которой управлял персидский сатрап Ариарат. Его владения оказались в стороне от пути следования войск Александра. По одной из версий, Ариарат формально признал верховную власть над собой македонского царя. В течение десяти лет, от битвы при Иссе в 333 году до н. э. до смерти Александра, между правителем Каппадокии Ариаратом и Антигоном, по утверждению историка Э. Ансона, не было каких-либо вооружённых конфликтов, что даёт основания предположить существование неких договорённостей о мирном сосуществовании. По утверждению А. Олмстеда, между Антигоном и Ариаратом некоторое время шли военные действия, но без какого-либо существенного результата.

### От Вавилонского раздела до Первой войны диадохов

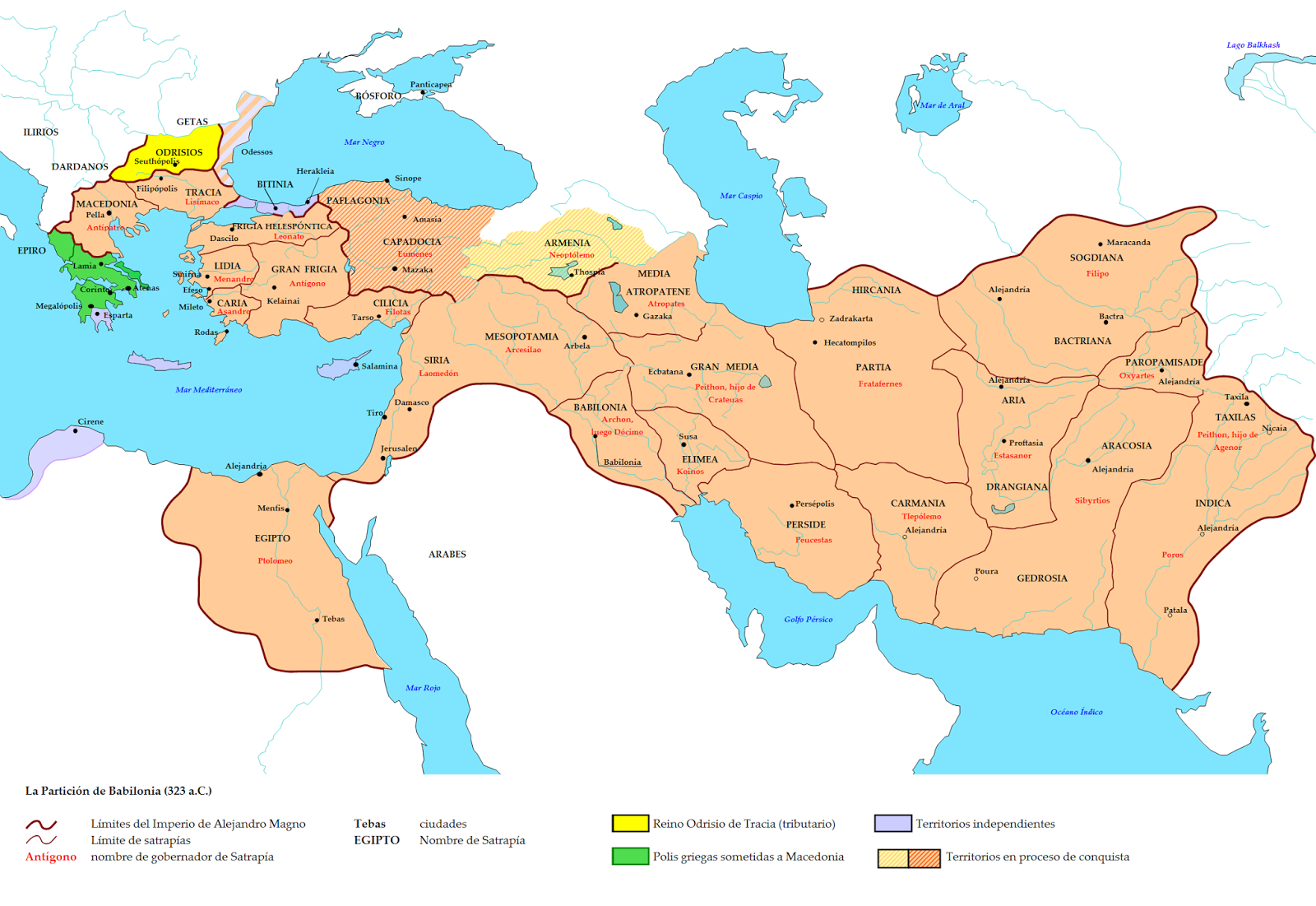
Перераспределение сатрапий на Вавилонском разделе. Сатрапия Антигона Великая Фригия находилась в центре Малой Азии

Непосредственно после смерти Александра в 323 году до н. э. возник вопрос относительно престолонаследника. После кратковременной смуты новыми царями Македонии стали слабоумный брат Александра Филипп III Арридей и малолетний Александр IV, регентом при которых назначили военачальника Пердикку. Затем произошло распределение сатрапий Македонской империи. Вавилонский раздел не представлял полную перезагрузку власти. 16 сатрапов сохранили свои должности. С одной стороны, это могло свидетельствовать как о принципиальной позиции Пердикки, так и, что более вероятно, слабости нового регента, который не мог себе позволить быстро менять по своему почину назначенных Александром сатрапов.
За Антигоном была подтверждена власть над Фригией, Ликаонией, Ликией, Памфилией и западной Писидией, так что вначале у него не было причин для недовольства. Одновременно сатрапом Каппадокии и Пафлагонии был назначен Эвмен. Предположительно под этими землями подразумевались владения Ариарата, которому в ультимативной форме предложили передать власть Эвмену. Одним из мотивом Пердикки при выделении Эвмену неподвластных македонянам сатрапий было ослабление Антигона. Пафлагония и Каппадокия находились к северу от его владений. Замена Ариарата на лояльного Пердикке ставленника нарушала сложившийся статус-кво в регионе.
Несмотря на то, что Антигону была невыгодна замена Ариарата на Эвмена, именно ему и Леоннату Пердикка поручил завоёвывать Каппадокию и Пафлагонию. Антигон проигнорировал приказ регента империи. В следующем 322 году до н. э. Пердикка лично возглавил царскую армию, с которой вторгся в Каппадокию. После того как македоняне завоевалии Каппадокию, Пафлагонию и Писидию, Пердикка вызвал Антигона на суд. Согласно Диодору Сицилийскому, «возводя клевету и несправедливые обвинения против него, он [Пердикка] ясно показал своё намерение уничтожить его [Антигона]». Античные источники умалчивают о тех обвинениях, которые Пердикка собирался предъявить Антигону. Предположительно, регент империи мог поставить Антигону в вину невыполнение приказа помочь Эвмену в завоевании Каппадокии. Как бы то ни было, Антигон вместе со свитой и сыном Деметрием бежал на афинских кораблях в Европу.

### Первая война диадохов
К этому времени относится разрыв между двумя наиболее влиятельными военачальниками в Македонской империи — регентом империи Пердиккой и наместником Македонии Антипатром. Согласно Диодору Сицилийскому, Антигон примкнул к Антипатру, когда тот вёл военную кампанию против этолийцев. В свою очередь, Пердикка созвал военный совет. На повестке дня стоял вопрос самоуправства сатрапа Египта Птолемея, а также неповиновение Антипатра и Кратера, принявших к себе бежавшего Антигона. Было принято решение о начале войны. Перед Пердиккой стоял вопрос о том, куда вторгнуться в первую очередь — в Македонию или Египет. Несмотря на советы вначале напасть на Македонию (предполагалось опереться на помощь правительницы Эпира Олимпиады, ненавидевшей Антипатра), первоначальной целью Пердикка выбрал Египет. Доводом послужил тот факт, что Птолемей обладал серьёзной военной мощью и, при переправе Пердикки с войсками через Геллеспонт, мог вторгнуться из Египта в Азию. В то же время на момент объявления войны Антипатр и Кратер вели тяжёлую войну с этолийцами, и Пердикка надеялся без каких-либо проблем справиться с ними после победы над Птолемеем. На этом фоне Антипатр созвал военный совет, на котором было принято решение заключить мир с этолийцами на любых приемлемых условиях и отправить послов к Птолемею.
На время похода в Египет Пердикка назначил Эвмена стратегом-автократором войск к западу от Таврских гор. Его основной задачей была охрана проливов, чтобы войска Антипатра и Кратера не смогли переправиться в Азию.
Антигон с войском в 3 тысячи человек высадился в Малой Азии, после чего на сторону противников Пердикки перешёл сатрап Карии Асандр. По одной версии, между двумя диадохами существовал предварительный сговор. Этим можно объяснить место высадки Антигона в Галикарнасе на афинских кораблях рядом с владениями Асандра. По другой версии, между Асандром и Антигоном не было каких-либо предварительных договорённостей. В таком случае Асандр должен был действовать по обстоятельствам. Как бы то ни было, сатрап Карии присоединился к Антигону как только узнал о высадке войск в Малой Азии. Вслед за Асандром на сторону Антигона перешли бывший сатрап Лидии Менандр и греческие города в Ионии.
Получив в управление сильное войско, Антигон направился в Сарды, где надеялся взять в плен Эвмена. Однако военачальник Пердикки вовремя узнал о планах врага и своевременно покинул город. Согласно предположению Р. Биллоуза, на военном совете антипердикканцев было принято решение разделить силы на три части. Войско под командованием Кратера должно было противостоять силам Эвмена в Малой Азии. Антипатр направился в Египет, чтобы помочь Птолемею. Антигону было поручено высадиться на Кипре, который заняли лояльные Пердикке войска. Возможно, для этого Антигону предоставили флот под командованием Клита, а также корабли примкнувшего к коалиции тирана Гераклеи Понтийской Дионисия. Миссия Антигона оказалась успешной. Он не только разбил вражеское войско, но и взял в плен военачальника Аристона, которого отправил к Антипатру. Также на сторону Антигона перешёл пердикканский военачальник Медий.
В Малой Азии события складывались для антипердикканской коалиции неблагоприятно. В сражении у Геллеспонта Кратер погиб, а его войско было уничтожено. Практически одновременно Пердикка был убит собственными военачальниками в Египте. Несмотря на успехи Эвмена в Малой Азии, гибель регента империи и лидера фракции Пердикки означала победу антипердикканской коалиции, в которую входил Антигон. Победители прибыли в Трипарадис, где состоялся очередной передел Македонской империи. После гибели Кратера и решения Птолемея остаться в Египте Антипатр с Антигоном стали наиболее вероятными претендентами на пост нового регента империи. Антигону даже на короткое время поручили опеку над малолетним сыном Александра Македонского. Между двумя претендентами на высший пост в империи не возникло каких-либо существенных разногласий. Полиэн описывает историю, как в Трипарадисе Антигон спас Антипатра от разъярённых солдат, которые требовали немедленных денежных выплат. Союз между двумя диадохами скреплял брак между дочерью Антипатра Филой и старшим сыном Антигона Деметрием. По мнению И. Г. Дройзена, инициатором свадьбы был Антигон, который хотел заручиться поддержкой Антипатра и его сына Кассандра. Согласно Плутарху, юный 16-летний Деметрий был недоволен браком с вдвое старшей его Филой, для которой это был третий брак, однако был вынужден подчиниться. Согласно легенде, Антигон перед свадьбой шепнул на ухо сыну изменённый стих Еврипида: «За прибыль станешь ты невольно женихом» — подставив вместо «и нехотя рабом» созвучные слова.
По результату раздела в Трипарадисе Антигон вернул себе все прежние владения, его племянник Полемей, предположительно, был назначен на почётную должность царского телохранителя-соматофилака. Также Антигон был назначен «стратегом Азии», чтобы во главе царской армии завершить войну с Эвменом и другими пердикканцами в Малой Азии.

### Между Первой и Второй войнами диадохов
В Трипарадисе Антигон получил должность «стратега Азии», то есть, формально, стал военачальником над всеми войсками в азиатской части Македонской империи. Также, во главе царских войск Антигону было поручено завершить уничтожение пердикканцев в Малой Азии. Бывшие сторонники Пердикки не смогли договориться и объединить свои силы. Антигон стремился как можно быстрее выполнить возложенные на него обязанности, тем самым захватив новые владения и усилив собственную власть. Он стал раздавать щедрые обещания военачальникам и обычным воинам в войске Эвмена, которые решат перейти на его сторону. Сразу после зимовки во Фригии Антигон выступил в поход. Эвмен со своим войском также снялся с зимних квартир и последовал навстречу Антигону. Незадолго до сражения Эвмена покинул один из его военачальников — Пердикка. Из армии Антигона также дезертировали 3 тысячи македонских гоплитов под командованием Голкия. Антигон не мог допустить, чтобы они присоединились к его врагам. Он отправил к ним одного из своих военачальников Леонида, который якобы присоединился к их мятежу. Дезертиры радостно приняли Леонида в свои ряды и избрали его стратегом. Прежде всего Леонид убедил воинов не переходить на сторону кого-либо из военачальников. После этого Антигон напал на мятежников и захватил Голкия и других предводителей. Антигон был вынужден отпустить мятежников домой и поручил Леониду препроводить их в Македонию. По мнению В. Б. Михайлова, Антигон тщательно изучил тактику Эвмена, который основные надежды возлагал на конницу. Поэтому он сделал всё, чтобы переманить на свою сторону начальника конницы врага, а также предполагал использовать элефантерию для противовеса всадникам Эвмена.
Диодор Сицилийский оценивал силы Антигона в десять тысяч пехотинцев, половина из которых были ветеранами-македонянами, две тысячи всадников и 30 слонов. Под командованием Эвмена было 20 тысяч фалангитов и 5 тысяч всадников. Э. Ансон обосновывает такое неравенство сил тем, что Антигону необходимо было оставить часть войска для противодействия пердикканцам в Писидии. Также не исключено, что данные Диодора не соответствуют действительности, так как они касались исключительно личного войска Антигона, без учёта подкреплений, предоставленных Антипатром. Корнелий Непот утверждал, что силы Антигона значительно превосходили войско Эвмена. Полиэн, среди прочего, упоминает о войсках союзников, которые прибыли к Антигону незадолго до сражения. Обращает внимание несогласованность данных Диодора Сицилийского. Этот античный автор утверждал, что после сражения с Эвменом при Оркинии Антигон совершил форсированный марш, чтобы сразиться с Алкетой. В сражении при Кретополе, согласно Диодору, Антигон управлял войском в 40 тысяч пеших воинов, 7 тысяч всадников и 30 боевых слонов. Не исключено, что Антигон смог обмануть Эвмена в оценке численности своего войска, тем самым побудив последнего начать сражение в невыгодных условиях.
Вначале Антигон со всеми своими силами смог овладеть предгорьем, которое возвышалось над равниной, где расположился со своим войском Эвмен. Во время последующего сражения при Оркинии Аполлонид с конницей, неожиданно для Эвмена, перешёл на сторону Антигона, что и обусловило исход сражения. Согласно Диодору Сицилийскому, потери Эвмена составили 8 тысяч воинов. Также Антигон смог захватить вражеский обоз.
Согласно Плутарху и Полиэну, при отступлении Эвмен незаметно для Антигона повернул и круговой дорогой вернулся на поле сражения. Там он совершил обряд сожжения и захоронения трупов павших воинов, после чего удалился. Во время отступления Эвмен мог захватить обоз Антигона, который охранял Менандр. Эвмен осознанно отказался от богатой добычи, так как побоялся, что разграбление обоза лишь обременит и задержит его войско. Поэтому он предупредил Менандра через своего человека о грозящей тому опасности. Менандр занялся транспортировкой повозок в горы, в то время как Эвмен беспрепятственно продолжил свой поход. Антигон, услышав о произошедшем, сказал: «Чудаки вы! Вовсе не о вас он заботился, не тронув ваших близких, — он просто-напросто боялся, что в бегстве эта добыча станет для него тяжкими оковами». Тем самым, по мнению Плутарха, Менандр не разгадал хитрость Эвмена и, хоть и спас обоз от разграбления, упустил возможность победить противника.
Эвмен с остатками своего войска укрылся в небольшой неприступной крепости Нора. Согласно Плутарху, в самом начале осады Антигон предложил Эвмену переговоры. В качестве заложника в Нору отправили племянника Антигона Полемея. Согласно античным источникам, военачальники встретились как бывшие друзья, обнялись и начали переговоры. Беседа между Эвменом и Антигоном, все детали которой неизвестны, была долгой, но безрезультатной. Эвмен отказался выполнить требования Антигона и потребовал вернуть себе прежние владения Каппадокию и Пафлагонию, а также снять обвинения, по которым он был осуждён на смерть. По версии Диодора, Антигон переслал эти требования Антипатру. После провала переговоров Антигон приказал обнести Нору стеной, оставил часть войска для продолжения осады и направился с основными силами в Писидию, где укрывались войска под командованием брата Пердикки Алкеты.
Со своим войском Антигон достиг Писидии, где застал войско противника врасплох, благодаря чему беспрепятственно занял господствующие высоты рядом с Кретополем. По мнению И. Г. Дройзена, благодаря смелому манёвру Антигон выиграл сражение ещё до его начала. Согласно Диодору Сицилийскому, Алкета собрал свои войска и постарался скинуть противника с занятых высот. Начался бой между тяжёловооружённой пехотой Алкеты и конницей Антигона. В это время Антигон совершил смелый манёвр, который отреза́л атакующих от основных сил. В этих условиях сам Алкета чуть не попал в ловушку и был вынужден с частью войска бежать. После провала наступления на свои позиции Антигон с превосходящим по численности войском спустился с гор и начал окружать находящегося на равнине противника. Среди войска из 16 тысяч пеших воинов и семи тысяч всадников возникла паника, и они не смогли должным образом построить фалангу. Большинство воинов предпочли сложить оружие, а затем влиться в войско Антигона. Таким образом, Антигон не только одержал безоговорочную победу, но и взял в плен наиболее видных представителей партии Пердикки Полемона, Аттала и Докима.
После разгрома Алкета со своими гипаспистами, пажами и сохранившими верность писидийцами, которых насчитывалось около 6 тысяч, бежал на юг в Термессос. Жители города приняли Алкету и подтвердили свою верность «партии Пердикки». Однако, когда Антигон со всем своим войском подошёл к Термессосу и потребовал выдачи Алкеты, в городе возник раскол. Одна часть жителей, преимущественно молодёжь, выступали за войну, другая — за выдачу Алкеты Антигону. Ситуация завершилась благодаря военной хитрости и предательству. Антигону был предложен следующий план действий: через несколько дней термесское войско выйдет на сражение, он сымитирует отступление, чтобы началось преследование. В то время, когда большинство сторонников Алкеты будет участвовать в сражении, сам военачальник будет взят в плен или убит, а затем живым или мёртвым выдан Антигону. Антигон согласился с предложенным планом. Когда Алкета понял, что его предали, он покончил жизнь самоубийством. Через три дня после смерти Алкеты к Антигону прибыл Аристодем с новостью о смерти Антипатра. С поражением сторонников Пердикки у Кретополя и Термессоса, отступлением Эвмена, а также смертью Антипатра Антигон стал наиболее влиятельным военачальником в Малой Азии. Согласно Диодору Сицилийскому, Антигон был рад новости о смерти Антипатра и решил оставить за собой все завоёванные территории.
После смерти престарелого Антипатра Антигон вознамерился при помощи силы отстранить от власти всех азиатских сатрапов и передать их посты своим друзьям. Первой жертвой Антигона стал Арридей — сатрап стратегически важной Геллеспонтской Фригии, через которую проходил путь в Европу. Официальным поводом для начала военных действий против Арридея стало нападение сатрапа Геллеспонтской Фригии на стратегически важный и формально свободный полис Кизик. Антигон отправил послов к Арридею с требованием сложить полномочия. Официально Антигон выдвинул обвинения в том, что Арридей посмел беспричинно напасть на союзный греческий город, не совершивший никакого проступка, а вверенную ему сатрапию хотел обратить в своё частное владение. Арридей отказался выполнить требование Антигона и уходить со своего поста, передав послам, что это не он, а Антигон мятежник и враг государства. Также он подчеркнул, что Антигон не обладает правом творить суд в империи. После этого Арридей направил часть своей армии для помощи осаждённому войсками Антигона в крепости Нора Эвмену и предложил ему союз.
Антигон не дал возможности Арридею заручиться поддержкой правителей соседних сатрапий и регента Македонской империи Полиперхона, приказав своим войскам начать наступление на Геллеспонтскую Фригию. Арридей вначале отступил в Киос, а затем, в 318 году до н. э., был вынужден бежать из своей сатрапии, которая перешла под управление Антигона. Вслед за покорением Геллеспонтской Фригии Антигон вторгся в Лидию. Сатрап области Клит, предвидя нападение, оставил гарнизоны в самых крупных городах и отплыл в Македонию, чтобы найти помощь у Полиперхона.
После смерти Антипатра осада Эвмена в Норе для Антигона потеряла какую-либо значимость. Она лишь отвлекала часть войск, которые можно было бы использовать на других театрах боевых действий. В связи с этим Антигон отправил к Эвмену в качестве посла Иеронима с призывом «забыть битвы, которые велись против него в Каппадокии, стать его другом и союзником, и получить подарки во много раз ценнее того, чем он ранее обладал, и величайшую из сатрапий, и в общем быть первым из друзей Антигона и его соучастником в совместном предприятии». Далее Эвмен дал залог и клятву, о деталях которой Диодор умалчивает, и покинул Нору. Впоследствии Эвмен набрал новое войско и перешёл на сторону врагов Антигона.
Плутарх несколько по-другому передаёт обстоятельства снятия осады. Согласно этому автору, Антигон через Иеронима предложил Эвмену перейти на свою сторону и принести присягу на верность. Эвмен несколько исправил текст присяги. В Антигоновой версии лишь для виду были упомянуты цари. Эвмен переписал текст таким образом, что первыми стояли имена македонских царей, матери Александра Олимпиады, а лишь затем Антигона. Согласно исправленному варианту, Эвмен обещал, что у него будут общие друзья и враги с македонскими царями. После этого он зачитал оба текста войску, а затем попросил решить, какая присяга более справедливая. Македоняне сочли более приемлемым второй вариант, после чего Эвмен принёс присягу и покинул Нору. Впоследствии Антигон сурово разбранил своих воинов, что они проявили своеволие и выпустили Эвмена. Корнелий Непот при описании обстоятельств снятия осады ограничился утверждением «[Эвмен] обманул Антигоновых офицеров и благополучно вышел на волю сам и вывел своих людей».
При сопоставлении двух версий Э. Ансон отмечает их несогласованность. Диодор Сицилийский не пишет ни о каких обмане или хитрости со стороны Эвмена. Такое несоответствие имеет несколько обоснований. Нельзя исключить, что впоследствии Эвмен заявлял, что не нарушал присяги на верность Антигону, а его слова в несколько изменённой форме нашли отображение в тексте Плутарха. Существует и противоположное мнение, что Эвмен знал или догадывался о последующей войне диадохов, в связи с чем и устроил хитрость с «присягой» на верность Антигону. В целом версия Диодора, по мнению Э. Ансона, выглядит более правдоподобной. Историк отмечает, что Эвмен заключил мир с Антигоном на более благоприятных условиях, чем был готов принять в начале осады. Также, по его подсчётам, он перешёл на сторону врагов Антигона через три месяца после снятия осады.

### Вторая война диадохов

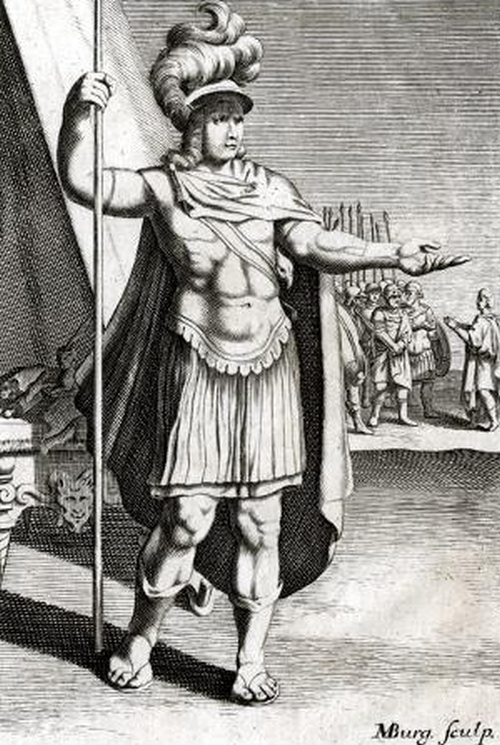
Главный противник Антигона во Второй войне диадохов Эвмен. Гравюра конца XVII века

#### Начало войны. Сражение при Византии
Со смертью Антипатра началась Вторая война диадохов за передел власти в Македонской империи. Сын Антипатра Кассандр не признал власть нового регента Полиперхона и начал против него войну. Вскоре против Полиперхона образовалась коалиция диадохов Кассандра, Антигона, Лисимаха и Птолемея. Сторону Полиперхона приняли Клит и Эвмен, которого новый регент назначил «стратегом Азии». Верховенство Эвмена по приказу Полиперхона признали командиры воинов-ветеранов аргираспидов Антиген и Тевтам, которые охраняли царскую сокровищницу в Киинде.
Таким образом, владениям Антигона угрожали подконтрольные Полиперхону войска на западе в Европе и собранное Эвменом войско на востоке. Полиперхон, в свою очередь, также опасался перехода войск Антигона из Азии в Европу. Поэтому он отправил свой флот под командованием опытного военачальника Клита в область Пропонтиды с поручением охранять пути сообщения между Европой и Азией. Там он присоединил к своим войскам силы Арридея, который удерживал прибрежный город Киос, а также захватил несколько гаваней. Кассандр, в свою очередь, передал свой флот в управление Никанору. Военачальник получил приказ отправиться в Азию к Антигону, после чего выполнять все его указания. Антигон разделил силы. В то время как флот Никанора плыл к Византию, сухопутное войско двигалось по побережью в сторону Босфора.
Корабли под командованием Клита находились на якоре возле Византия. Никанор атаковал его со стороны Пропонтиды. Преимуществом Клита стало течение со стороны Понта Эвксинского, так как, в отличие от соперника, его корабли при попутном течении были значительно манёвреннее. В ходе последовавшего сражения было потоплено 17 и захвачено не менее 40 кораблей Никанора. Вторая часть флота бежала и укрылась в гавани Халкидона. Вечером в Халкидон прибыл Антигон. Он оценил обстановку, после чего разместил на оставшиеся корабли своих гипаспистов. Также он отправил гонцов в Византий, с которым был в дружественных отношениях, с просьбой прислать грузовые суда. На них он ночью переправил лучников, пращников и других легковооружённых воинов. В это время Клит, который был убеждён, что разбитый противник не посмеет повторно напасть, дал своему войску отдых. Перед рассветом лучники и пращники Антигона начали обстреливать войско Клита. В последовавших панике и беспорядке воины пытались добраться до своих кораблей. В это время вдали появился флот Антигона с тяжеловооружёнными гипаспистами на борту. После короткой битвы корабли Клита были потоплены либо захвачены. Лишь адмиральскому кораблю удалось спастись.
В ходе сражения при Византии 318 или 317 года до н. э. Антигон победил флот Полиперхона, который возлагал на него большие надежды. Таким образом, Антигон не только упрочил власть над своими владениями в Малой Азии, но и получил контроль над Эгейским морем, что давало возможность беспрепятственно с войсками высадиться в Европе. Это могло бы привести к нападению на Полиперхона с двух сторон войск Кассандра и Антигона. Однако успешные действия в Азии Эвмена заставили Антигона отправиться на восток. По мнению Р. Биллоуза, у Антигона, который упрочил свою славу блестящего военачальника, не было цели вмешиваться в военные действия в Европе. Ему было достаточно нивелировать потенциальную возможность Полиперхона вторгнуться с войсками в свои владения в Малой Азии. Одновременно, победа Антигона при Византии перечеркнула планы Эвмена отправиться со своим войском морским путём на финикийских кораблях в Македонию на помощь Полиперхону и Олимпиаде. Когда моряки эвменова флота под командованием Сосигена увидели украшенный символами победы флот Антигона, то они предпочли дезертировать и перейти с гружёнными казной кораблями на сторону противника. Сосиген в тот момент находился на берегу и не мог повлиять на происходящее.

#### Противостояние Антигона и Эвмена
Получив войска и финансовые ресурсы, Эвмен потребовал от сатрапов Мидии и Вавилонии — Пифона и Селевка, которые на тот момент не определились с тем, кого поддержать во Второй войне диадохов, перейти на его сторону. В ответ на требование Эвмена Пифон сразу перешёл на сторону Антигона, в то время как Селевк заявил, что готов подчиняться царям, но не Эвмену. Одновременно послы Селевка отправились и к Антигону. Селевк указывал, что Эвмена необходимо разбить раньше, чем он соединится с сатрапами Верхних сатрапий.
Антигон со своими войсками вначале следовал за Эвменом, однако когда узнал о присоединении к нему военачальников Верхних сатрапий, прекратил преследование и остановился на зимовку. Весной или летом 317 или 316 года до н. э. он прибыл в Вавилонию, где заключил союз с Селевком и Пифоном. Эвмен решил отступить из Суз, где находилась казна с 15 тысячами талантов, на восток к горам уксиев. Фрурарху города Ксенофилу было приказано не вступать в сражение, не начинать переговоры и удерживать город. Антигон, прибыв под Сузы, оставил осаждать город своего военачальника Селевка, а сам отправился дальше.
Антигон достиг реки Копрат и начал готовиться к переправе. У военачальника не было достаточного количества лодок, чтобы преодолеть эту глубокую горную реку с быстрым течением шириной около 120 м. Он смог организовать переправу трёх тысяч пеших воинов, 400 всадников и шести тысяч фуражиров. В их задачу входило обустройство частокола для обороны и плацдарма для переправы основного войска. Этой ситуацией воспользовался Эвмен. Он напал на неподготовленные силы Антигона с 4 тысячами пеших воинов и 1300 всадниками. Фактор неожиданности и неподготовленность отрядов к обороне позволили Эвмену наголову разбить переправившуюся на противоположный берег часть войска. Воины Антигона бросились к лодкам, но те затонули от перегрузки. Бо́льшая часть тех, кто пытался преодолеть реку вплавь, утонули. По образному выражению Плутарха, «Эвмен преградил … путь и дал сражение, где многих перебил и завалил реку трупами». В плен, согласно Диодору Сицилийскому, попало 4 тысячи человек. Всё это происходило на глазах Антигона, который на другом побережье мог только наблюдать за уничтожением части своего войска. Потери самого Эвмена были ничтожны.
Сражение на реке Копрат, хоть и стало чувствительным поражением для Антигона, не было решающим во Второй войне диадохов. Однако катастрофа, в ходе которой Антигон потерял около четвёртой части своего войска, вынудила военачальника отказаться от попытки переправиться через реку и дать Эвмену решающее сражение. С основным войском он повернул на север в сторону города Бадака, расположение которого неизвестно, на реке Керхе. Во время марша под палящим солнцем погибло много воинов. Затем Антигон решил отправиться в Мидию, где он мог не только пополнить своё войско, но и угрожать сатрапам Верхних сатрапий. Расчёт Антигона был прост. Сатрапов верхних провинций в первую очередь интересовали собственные владения, которым угрожал Антигон, а не интересы малолетнего македонского царя. Эвмен понимал, что не сможет удержать их при себе. Поэтому он разделил армию на две части, одну из которых вернул под управление сатрапов, а со второй отправился в Персиду. Он опасался, что сатрап Персиды Певкест может в любой момент перейти на сторону врага.
Осенью 317 или 316 года до н. э. Антигон со своим войском направился из Мидии в Персию. Он хотел закончить войну до зимы. После получения известий о действиях Антигона Эвмен двинулся ему навстречу. После некоторой задержки, вызванной болезнью Эвмена, войска сошлись в регионе Паретакена между Мидией и Персидой. Антигон с Эвменом разместили свои войска на сильных оборонительных позициях, так что никто из них не решился начать атаку первым. Согласно Диодору Сицилийскому, Антигон начал вести сепаратные переговоры с сатрапами, чьи силы составляли бо́льшую часть войска Эвмена. Предложения Антигона не были приняты. Тогда Антигон решил отправиться на зимние квартиры в богатый и неразграбленный регион Габиена, где надеялся восстановить силы и пополнить войско. Согласно Диодору Сицилийскому, Габиена «отдалённая на три дня пути, была не разграблена и полна зерном, кормами и в целом всем тем, что вполне может прокормить большую армию. Кроме того, сама местность дополняла эти преимущества, поскольку она имела труднопереходимые реки и овраги». Эвмен разгадал план Антигона и поспешил первым занять эту область. Антигон бросился в погоню. Понимая, что не в состоянии догнать Эвмена, Антигон поручил командование основными силами Пифону, а сам с конницей двинулся за Эвменом. Когда Эвмен обнаружил, что за его войском по пятам следует конница противника, то, опасаясь удара в тыл, решил принять сражение. Вскоре к Антигону подошли основные силы, которые вёл Пифон.
Приведённое в античных источниках описание битвы в Паретакене весьма неполное, отсутствует информация о некоторых манёврах. Согласно описанию Диодора, сражение началось нападением массы конницы левого фланга войска Антигона под командованием Пифона на правый фланг Эвмена. Линия войск Пифона далеко выдавалась за крыло Эвмена. Таким образом он хотел избежать фронтального столкновения с боевыми слонами в войске Эвмена. Всадники Пифона осыпали воинов Эвмена градом стрел и камней, после чего обратились в притворное бегство, как только увидели начало атаки со стороны тяжёлой конницы Эвмена. После этого они повторили манёвр. Эвмен приказал своим воинам сместиться вправо, вызвал подкрепление из лёгкой конницы с левого фланга, которым командовал Эвдам, после чего начал наступление. Фланг Пифона не выдержал и начал отступать в сторону холмов. После этого в атаку пошёл центр войск Эвмена. После тяжёлой битвы воины Антигона в центре также начали отступление. Основополагающими на этом этапе сражения стали натиск и мастерство аргираспидов. Антигон вовремя увидел брешь, которая образовалась между центром и левым флангом Эвмена. Он направил в неё своих воинов с правого фланга, тем самым изменив ход сражения. Эвмен оценил угрозу манёвра и приказал своим войскам отступить. К вечеру оба войска вновь выстроились в боевой порядок, однако поздний час и общая усталость не дали возможности продолжить битву. Эвмен со своим войском отошёл к лагерю. Диодор Сицилийский связал этот отход с требованиями военачальников и воинов, с которыми Эвмен был вынужден считаться.
На следующее утро Эвмен отправил к Антигону посла для переговоров относительно захоронения тел погибших. Антигон задержал глашатая, провёл необходимые ритуалы похорон, после чего отпустил посла с предложением Эвмену явиться на поле битвы на следующее утро. Сам Антигон отправился назад в Мидию, где надеялся пополнить войско. Эвмен, хоть и узнал от лазутчиков об отступлении Антигона, отказался от преследования. В отличие от Антигона, он был вынужден считаться с мнением военачальников, а также с усталостью войска.
Итог сражения был неопределённым. Согласно Диодору Сицилийскому, Антигон объявил себя победителем на том основании, что за ним осталось поле битвы. Современные историки расходятся в оценках относительно того, кого из военачальников считать победителем сражения в Паретакене. А. Фецин, Э. Ансон и К. Шефер считали победителем Эвмена на том основании, что он не пропустил Антигона в Габиену и сам занял эту область. И. Г. Дройзен, напротив, назвал сражение «нравственным поражением» Эвмена. Р. Биллоуз считал сражение спасительным для Антигона, так как он смог сохранить своё войско, которое находилось на грани поражения. В. Б. Михайлов при описании битвы при Паретакене отмечает талант Эвмена как военачальника, который вовремя оценил угрозу блестящего манёвра Антигона и, не дожидаясь уничтожения большей части войска, приказал начать отступление. Влияние Эвмена существенно снизилось. Новости из Македонии о поражениях «царской партии», к которой относился Эвмен, имели деморализующий эффект. Сатрапы, которые после битвы при Паретакене не ощущали непосредственной угрозы нападения со стороны Антигона, перестали обращать внимание на благоразумные советы своего военачальника.
В Мидии Антигон решил произвести внезапную атаку на войско Эвмена. Он понимал, что его войско слабее, находится в бедной провинции. По мнению Антигона, Эвмен имел большие возможности восстановить силы на зимовке в Габиене. Поэтому он решил использовать фактор внезапности и начать поход. Также Антигон понимал, что войска Эвмена равномерно распределены по области и в случае его внезапного появления не успеют собраться в единое войско. У Антигона было два пути: через густонаселённые области в 25 дней пути и через пустыню в 10 дней. Военачальник принял решение идти через пустыню, так как понимал, что иначе Эвмен узнает о его приближении «раньше, чем он пройдёт треть расстояния».
Когда военачальники Эвмена узнали о приближении Антигона, в их лагере возникла паника. Певкест предлагал отвести отряды в отдалённые места Габиены, где и собрать войско. Эвмен, напротив, решил, что, встретив Антигона на границе пустыни, он получит преимущество. Истощённое переходом войско, по мнению Эвмена, станет лёгкой добычей. Одновременно ему было нужно собрать войско. Поэтому он озаботился, чтобы Антигон узнал о его, озвученном Певкесту, плане. С имеющимися силами Эвмен подошёл к границе пустыни, где разбил лагерь и приказал разжечь множество костров. Антигон посчитал, что его планы раскрыты, и не рискнул вступить в сражение со своим утомлённым долгим переходом войском. Он решил, что имела место измена, и свернул в сторону густонаселённых областей, то есть выбрал первый из двух возможных путей в Габиену.
В Габиене Антигон напал на войско Эвдама, которое шло на соединение с основными силами Эвмена. Прежде чем оно было уничтожено, к нему подоспели подкрепления, которые спасли войско Эвдама от уничтожения. То, как Эвмен предотвратил внезапную атаку Антигона, подняло его престиж среди обычных воинов до такой степени, что они потребовали, чтобы он был единоличным военачальником. Такое положение дел не устраивало других военачальников, каждый из которых имел собственные амбиции. Командиры аргираспидов Антиген и Тевтам даже организовали заговор, согласно которому Эвмена следовало устранить после того, как тот выиграет сражение против Антигона. По версии Плутарха, Эвмен узнал о заговоре. Его реакцией стало написание завещания.
Через несколько дней после первого столкновения Антигона с войском Эвдама обе армии расположились друг напротив друга. Диодор Сицилийский, главный источник о битве при Габиене, схематично передаёт ход сражения. Решающим для исхода сражения стало бегство Певкеста со своими воинами, а также манёвр Антигона, благодаря которому он захватил лагерь, в котором в том числе находились семьи и всё нажитое за долгие годы службы имущество аргираспидов, элитной части войска Эвмена. В то же время войско Антигона понесло значительно бо́льшие потери. На военном совете в лагере Эвмена сатрапы предлагали отступить вглубь Азии. Эвмен, напротив, доказывал, что войска Антигона истощены и не выдержат сражения на следующий день. Аргираспиды, в свою очередь, не хотели ни продолжать сражения, ни отступать в Верхние сатрапии. Страх оказаться на старости лет без семей и имущества перевесил их воинский долг. Аргираспиды обвинили Эвмена, что он втянул их пустыми обещаниями в бесконечную войну и под конец жизни лишил всего, что было добыто во время бесчисленных походов. После этого они отправили посла к Антигону с просьбой вернуть им семьи и имущество. Антигон обещал возвратить всё захваченное при условии, что они выдадут Эвмена. Тогда аргираспиды, получив соответствующие обещания от Антигона, передали ему своих командиров, включая Эвмена.

#### После битвы при Габиене

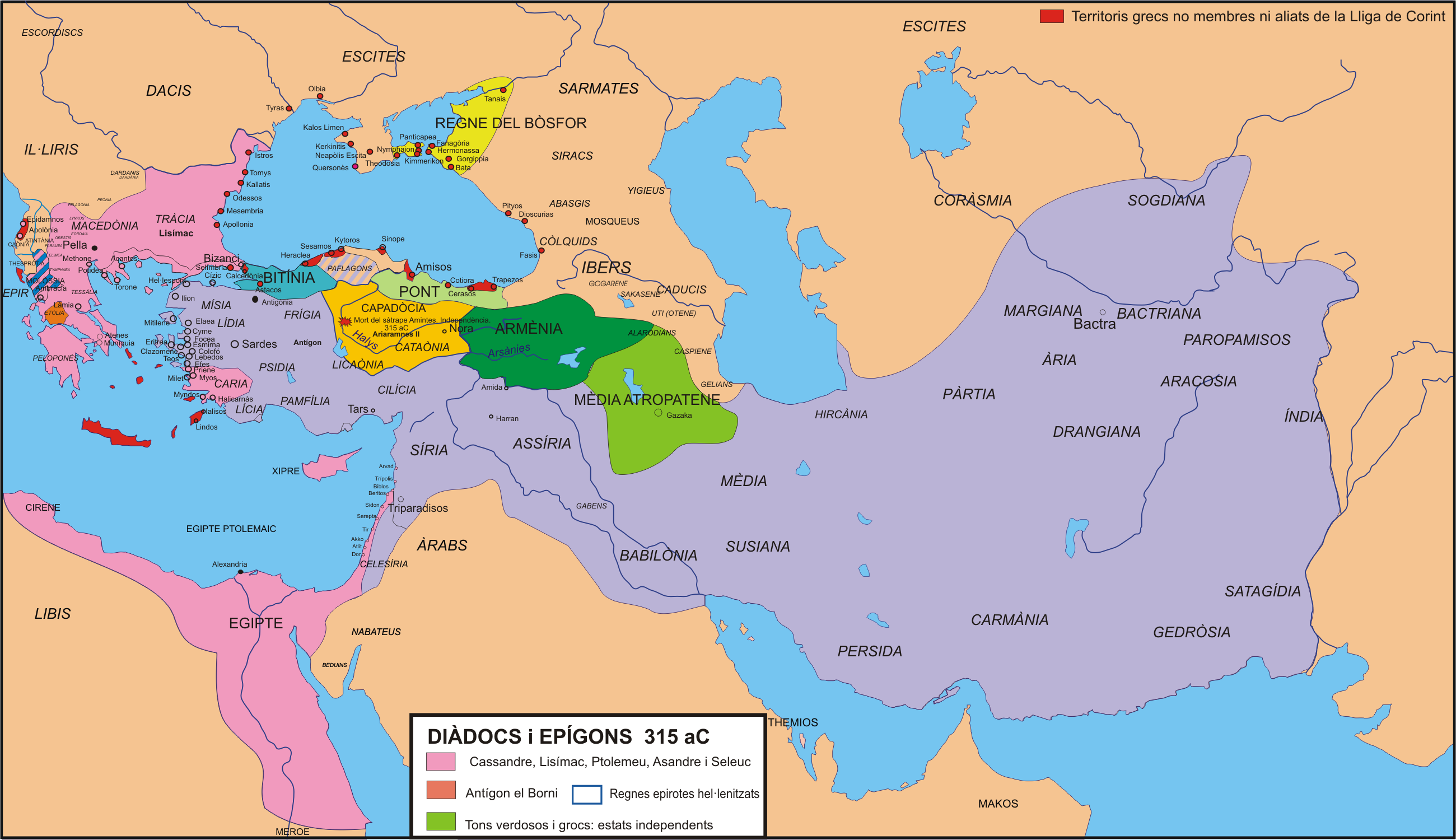
Ориентировочные владения Антигона (отмечены сиреневым) в 315 году до н. э. после победы над Эвменом

Согласно Плутарху, Эвмен просил воинов убить его, чтобы не попасть живым в руки Антигона: «убейте меня здесь сами! Если меня убьют там — всё равно это будет ваших рук дело. Антигон не упрекнёт вас: ему нужен мёртвый Эвмен, а не живой. Если вы бережёте свои руки, достаточно развязать одну из моих и всё будет кончено. Если вы не доверяете мне меч, бросьте меня связанного диким зверям. Сделайте это — и я освобожу вас от вины: вы в полной мере воздадите должное своему полководцу». Речь Эвмена лишь ввела воинов в уныние, никак не повлияв на их окончательное решение вернуть себе семьи и имущество, предав своего военачальника. Согласно античной традиции, Антигон долго думал о том, что сделать с Эвменом. Сын Антигона Деметрий и военачальник Неарх убеждали его сохранить жизнь пленнику, в то время как остальные члены свиты — казнить. В конечном итоге Антигон приказал кому-то из своих воинов убить Эвмена, тело сжечь, а прах в драгоценном сосуде отправить жене и детям для оказания соответствующих почестей. 
Ликвидация Эвмена не гарантировала покорности Верхних сатрапий. Новый затяжной военный поход вглубь Азии не входил в планы Антигона, который стремился принять участие в борьбе за Восточное Средиземноморье. В связи с этим сатрапы самых окраинных провинций Македонской империи Стасанор, Тлеполем, Сибиртий и Оксиарт сохранили свои владения. По мнению Р. Биллоуза, они предложили Антигону символические покорность и дань, хоть это и не отображено в источниках. Однако Антигон не мог оставить нерешённым «восточный вопрос». Сатрапа Сузианы Антигена бросили в яму и по приказу Антигона сожгли. Также были казнены сатрап Индии Эвдам и сатрап Мидии Пифон, который во время Второй войны диадохов принял сторону Антигона. Одним из немногих восточных сатрапов, уцелевших в этой «чистке», был правитель Вавилонии Селевк, который вовремя оценил ситуацию и бежал ко двору Птолемея. Сатрап Персиды Певкест, хоть и потерял свои владения, стал одним из военачальников Антигона. Также на сторону победителя перешёл Феникс из Тенедоса и некоторые другие военачальники. Новым сатрапом Мидии был назначен Оронтобат, Сузианы — Аспиза, Персиды — Асклепиодор, Арии и Дрангианы — Эвит. Стратегом Верхних сатрапий и наместником Антигона над восточными частями его обширных владений стал Никанор.

#### Итоги и последствия
Битва в Габиене и гибель Эвмена завершили Вторую войну диадохов. Её итогом стал полный провал всех попыток сохранить единую Македонскую империю под властью царей из династии Аргеадов. Победа над Эвменом существенно возвысила положение и авторитет Антигона, сделала его самым могущественным человеком в Азии. Весной 316 или 315 года до н. э. Антигон прибыл в Вавилон, где потребовал от Селевка отчёта в денежных делах сатрапии. Селевк с 50 всадниками бежал из Вавилона в Египет, где нашёл убежище у Птолемея. Тем временем на севере сатрап Карии Асандр, воспользовавшись войной Антигона с Эвменом, захватил Каппадокию.
Резкое усиление могущества Антигона не устраивало никого из диадохов. Опасения бывших военачальников Александра Македонского подогревал Селевк, который утверждал, что Антигон хочет устранить всех некогда служивших Александру сатрапов. Между Птолемеем, Кассандром, Лисимахом и Селевком был заключён направленный против Антигона союз. Антигон, в свою очередь, отправил к ним послов с предложением поддерживать «узы дружбы, благодаря которым ему довелось доставить им торжество их общих интересов». Одновременно Антигон повёл армию в верхнюю Сирию, чтобы в случае неудачи переговоров вторгнуться во владения Птолемея.
В это время к Антигону прибыли послы от Птолемея и его союзников с неприемлемыми условиями:
- Сирия и Финикия признаются владениями Птолемея;
- Геллеспонтская Фригия отходит Лисимаху;
- Вавилония возвращается Селевку;
- Асандр получает Лидию и Каппадокию;
- Кассандр сохраняет за собой Македонию и Элладу;
- захваченные в Персиде сокровища должны быть разделены.

Антигон отверг требования союзников и начал приготовления к Третьей войне диадохов.

### Третья война диадохов

#### Начало войны. Осада Тира
Весной 315 или 314 года до н. э. Антигон со своими войсками вторгся в Сирию и Финикию и без большого труда изгнал оттуда гарнизоны Птолемея. Единственным городом, который отказался подчиниться Антигону, был Тир. Его главная часть располагалась на острове, имела крепкие стены. Город мог быть взят только с моря при наличии крупного флота, которого у Антигона не было. Антигон построил лагерь на материке напротив города и пригласил к себе местных финикийских царьков и гиппархов. С их помощью была начата постройка флота. Восемь тысяч человек рубили корабельный лес в горах Ливана. Тысячи плотников, кузнецов и парусных мастеров работали на верфях финикийских городов Сидона, Библа и Триполиса. Кроме финикийских портов, корабли строили и в Киликии из строевого леса Таврских гор. Также корабли для Антигона согласились строить на Родосе. Одновременно Антигон отправил Агесилая с важным дипломатическим поручением на Кипр. Агесилаю было поручено заручиться поддержкой киприотских царей. Ему удалось склонить на сторону Антигона царей Китиона Пигмалиона, Лапитоса Праксиппа, Аматуса Андрокла и Киринии (имя в античных источниках не указано). Однако он не смог убедить царя Саламина Никокреона, наиболее могущественного из киприотских правителей, заключить союз с Антигоном. В предстоящей войне диадохов он предпочёл принять сторону Птолемея. Также с дипломатической миссией на Пелопоннес, где имел сильные позиции Полиперхон, Антигон отправил Аристодема. Формально, Полиперхон был регентом Македонской империи, однако его власть, после поражений от Кассандра в ходе Второй войны диадохов, распространялась лишь на часть Пелопоннеса.
Осада Тира продлилась 15 месяцев. В конце 314 года до н. э. к Антигону в лагерь под Тиром прибыл с дипломатическим визитом сын Полиперхона Александр. На войсковом собрании Антигон обвинил Кассандра в убийстве Олимпиады, плохом обращении с малолетним сыном Александра и его матерью Роксаной, насильственной женитьбе на сестре Александра Фессалонике, восстановлении Фив. Собрание объявило Кассандра врагом. Также было объявлено, что «все греки должны быть свободными, не иметь иностранные гарнизоны, и быть самоуправляемыми». Антигон надеялся, что Тирский манифест вызовет брожение в греческих полисах, которые были заняты войсками Кассандра. Возможно, в это же время был заключён союз между Антигоном и Полиперхоном. Полиперхон, по одной из версий, соглашался с передачей Антигону титула регента Македонской империи, а сам становился «стратегом Пелопоннеса». Взамен он получал деньги и военную поддержку. Для Антигона также было выгодным получить союзного военачальника в самой Греции. Пропагандистский эффект манифеста состоял в том, что теперь Антигон позиционировал себя защитником царя, который ведёт войну с узурпатором, пока законный правитель империи находится в заточении.

#### Военные действия в Малой Азии и Греции
В 315 или 314 году до н. э. Антигон отправил войско под командованием своего племянника Полемея в Каппадокию. Ему было поручено осадить Амис, изгнать из области войска Кассандра, а также занять позиции на Геллеспонте, чтобы предотвратить гипотетическую переправку войск Кассандра из Европы в Азию. В Каппадокии Полемей обнаружил, что Амис осаждён военачальником Кассандра Асклепиодором. Полемей смог снять осаду с города, а затем, по достижении перемирия, когда Асклепиодор покинул провинцию, восстановил в сатрапии власть Антигона. После этого Полемей прошёл через Вифинию и вынудил вифинского царя Зипойта снять осаду с Астака и Халкидона. Затем Полемей взял заложников и заключил союзы с Вифинией, а также Астаком и Халкидоном, после чего, по приказу Антигона, отправился в Ионию. Приближение войска Полемея вынудило Селевка снять осаду с Эрифр.
На фоне побед Полемея Асандр был вынужден заключить с Антигоном мирный договор, согласно которому он передал ему свои войска, отказался от власти над греческими полисами, однако сохранил свою сатрапию. В качестве заложника Антигону был выдан брат Асандра Агафон. Взамен, Антигон соглашался оставить, хоть и под своим управлением, Асандра сатрапом Карии. Однако вскоре Асандр нарушил условия мирного договора. Он смог устроить побег своего брата и обратился за помощью к Птолемею, Кассандру и Селевку. После этого Антигон отправил на покорение Карии флот под командованием Медия и войска под командованием Докима и Полемея. Они сумели захватить прибрежные города Милет и Ясос, в то время как сам Антигон завоевал Траллы и Кавн. Предположительно, Асандр с Агафоном бежали в Египет к Птолемею.
В Греции военачальники Антигона в 314—311 годах подчинили практически все земли к югу от Фермопильского ущелья.

#### Битва при Газе. Заключение мира
После капитуляции Тира Антигон отправился в Малую Азию. В Сирии он оставил войско под командованием сына Деметрия, к которому приставил своих наиболее опытных военачальников. В 313 или 312 году до н. э. войско Птолемея, при котором также находился военачальник Селевк, выступило из Александрии. В битве при Газе Птолемей нанёс сокрушительное поражение Деметрию и уничтожил большую часть его войска. Непосредственно после победы Птолемей подчинил финикийские города. Битва при Газе имела важные стратегические последствия для дальнейшего хода войн диадохов. Во-первых, она перечеркнула планы Антигона о восстановлении единой власти в Македонской империи Александра. После победы Птолемей планировал дальнейший захват Сирии и Финикии. Во-вторых, она открыла врагам Антигона путь вглубь его азиатских владений. Селевк, воспользовавшись моментом, решил вернуть себе власть в Вавилоне. Птолемей выделил военачальнику тысячу воинов и 200 всадников, с которыми Селевк и отправился в Вавилонию. Деметрий, занятый подготовкой обороны от дальнейшего наступления Птолемея, не мог помешать этому походу.

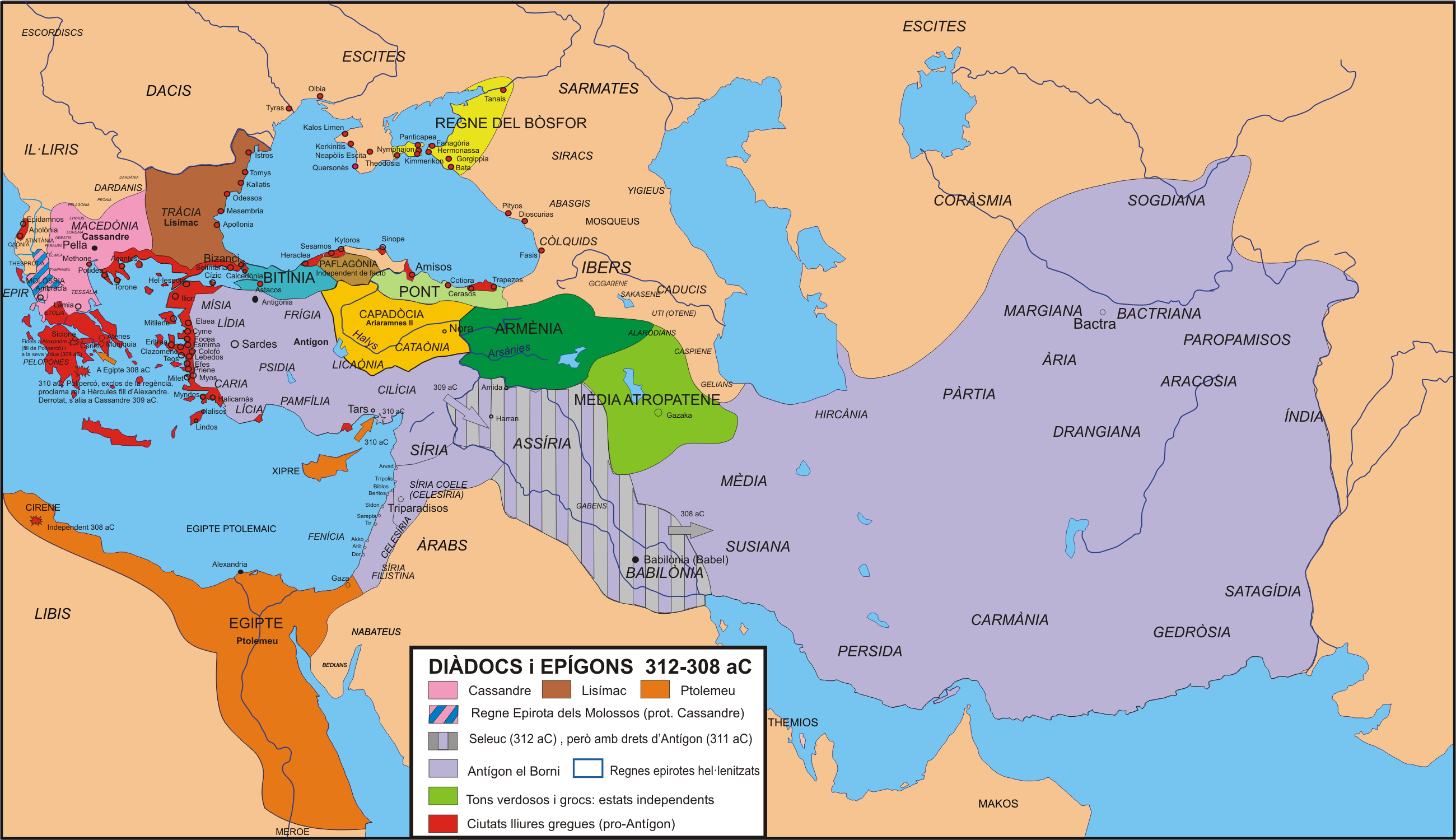
Ориентировочная карта территориальных владений на момент окончания Третьей войны диадохов

Основные положения мирного договора, который завершил Третью войну диадохов в 311 или 310 году до н. э., изложены у Диодора Сицилийского. Основная его часть была посвящена урегулированию взаимоотношений между диадохами:
- Кассандр оставался «стратегом Европы» (то есть Македонии и Греции) до совершеннолетия малолетнего Александра IV;
- за Лисимахом и Птолемеем была подтверждена власть над их прежними владениями;
- Антигон оставался «главным во всей Азии», что подтверждало пожалованный ему ещё в 320/319 году до н. э. титул «стратега Азии».

Мирный договор внешне фиксировал статус-кво, который существовал на начало войны, однако, по сути, был основан на уступках всех сторон. Антигон отказался от претензий на верховную единоличную власть в Македонской империи, в то время как его противники — от первоначальных территориальных и денежных претензий. Одновременно, заключение мира являлось дипломатической победой Антигона, так как освобождало силы для войны с Селевком. Сам Селевк в договоре упомянут не был, что означало, что война между ним и Антигоном продолжалась.
Второй важной составной частью мирного договора был пункт об автономии греческих полисов. В реальности это означало сохранение местных законов, права чеканки монеты и свободы от гарнизонов кого-либо из диадохов. Вступление в тот или иной союз определялось отдельными договорами. Так, малоазийские греческие договора, хоть и были подчинены власти Антигона, формально сохраняли независимость, в них продолжали собираться Народные собрания, а также функционировали собственные магистратуры.
Мир, который завершил Третью войну диадохов, не разрешил основные противоречия между военачальниками Александра. Он дал им лишь кратковременную передышку для подготовки к новой войне. По мнению И. Г. Дройзена, Антигон, Птолемей, Кассандр и Лисимах в конце Третьей войны диадохов оказались слабее, чем в её начале. Соответственно, в этой войне победителей не было.

### Между Третьей и Четвёртой войнами диадохов. Вавилонская война

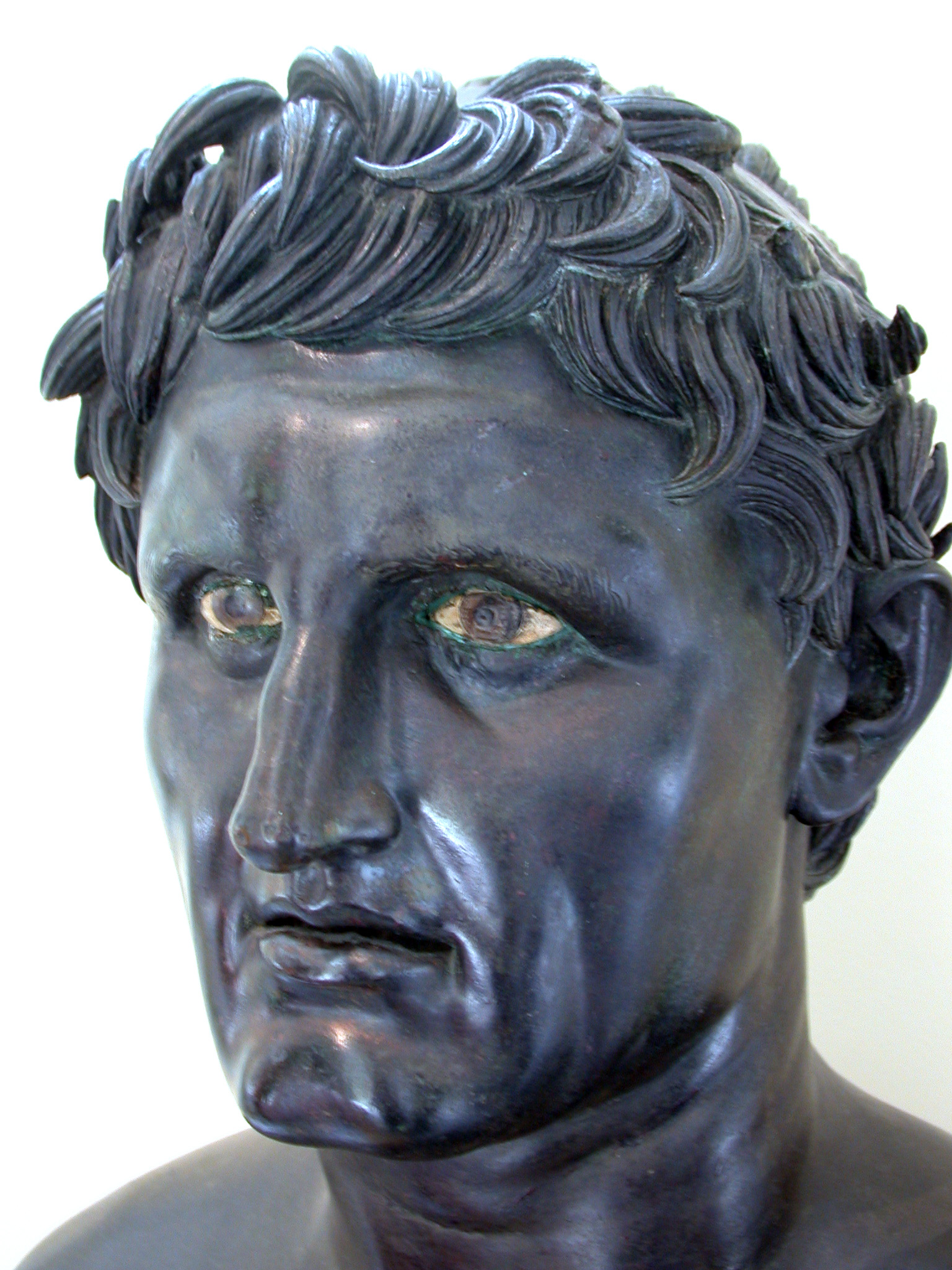
Римская бронзовая копия изображения Селевка с греческого оригинала. Обнаружена при раскопках Геркуланума.
Национальный археологический музей Неаполя, Италия

Небольшой отряд Селевка по пути к Вавилону пополнял своё войско, так как местное население оказывало ему всеобщую поддержку. Также на сторону Селевка стали переходить войска Антигона. Р. Биллоуз считал, что беспрепятственный поход Селевка из Финикии в Вавилон стал возможным потому, что Деметрий после поражения при Газе был вынужден спешно собирать войска в Киликии и, соответственно, по пути Селевка не было больших контингентов войск. Также, гибель сатрапа Вавилонии на службе Антигона Пифона при Газе дезорганизовала систему управления в регионе.
После успешной осады Вавилона Антигон отправил в область войско под командованием Деметрия. Селевк продолжил завоёвывать Верхние сатрапии, оставив руководить обороной Вавилонии одного из своих ближайших друзей и соратников Патрокла. Оба войска испытывали трудности, Патрокл вследствие незначительности сил и необходимости эвакуировать жителей города, а Деметрий из-за враждебности местного населения и отсутствия подкреплений. К февралю 309 года до н. э. Деметрию удалось захватить одну из цитаделей. Однако вскоре он был вынужден отступить на запад, так как владениям Антигона стал угрожать Птолемей, который высадил войска в Малой Азии, захватил ряд городов и начал осаду Галикарнаса. Деметрий ограбил окрестности, оставил во взятой вавилонской крепости 5 тысяч воинов и тысячу всадников под командованием Архелая и отправился на запад. Хотя Деметрий прибыл вовремя и деблокировал Галикарнас, весной 309 года до н. э. в Вавилонию вернулся Селевк и деблокировал Вавилон.
Одновременно с событиями в восточных провинциях, в 310 году до н. э., против Антигона восстал Полемей, который находился с войском на Пелопоннесе. Племянник и один из наиболее талантливых военачальников Антигона Полемей заключил союз с Кассандром. По утверждению Диодора Сицилийского, это было связано с обидой на дядю, который, по мнению Полемея, не оказал ему должных почестей за верную службу. Р. Биллоуз приводит ещё один возможный мотив, который побудил Полемея к восстанию. Молодой военачальник понимал, что по мере взросления своих двоюродных братьев Филиппа и Деметрия он потеряет статус «правой руки» Антигона. В это время он обладал реальной властью в Греции и гипотетически мог создать собственное государство. Отъезд обратно к Антигону лишил бы Полемея соответствующей возможности. К восстанию Полемея присоединился его давний друг, наместник Антигона в Геллеспонтской Фригии Феникс из Тенедоса.
Однако Полемей не смог сориентироваться в перипетиях взаимоотношений между диадохами. Кассандр заключил союз с Полиперхоном, который сохранял власть над некоторыми городами в Пелопоннесе, что создавало угрозу для власти Полемея в Греции. В связи с этим он, по утверждению Р. Биллоуза, стал искать возможность заключить союз с Птолемеем. А. С. Шофман, напротив, считал, что инициатором заключения союза был Птолемей. В 309 году до н. э. по приказу Птолемея Полемей прибыл на Кос. Правитель Египта вначале тепло принял Полемея, так как предполагал использовать его для ведения военных действий на побережье Малой Азии. Птолемею было выгодным иметь на своей стороне влиятельного родственника Антигона. Однако Полемей имел собственные амбиции и претендовал на равный с Птолемеем статус. В конечном итоге Птолемей обвинил Полемея в организации заговора и заставил принять яд, а его воинов определил в собственное войско. Предательство и смерть Полемея стали тяжёлым ударом для Антигона. Он, в возрасте около 80 лет, потерял не только племянника, но и одного из своих самых талантливых военачальников в условиях, когда он был ему крайне необходим.
К этому времени относится попытка бегства сестры Александра Македонского Клеопатры из Сард, где она находилась на правах почётной пленницы, к Птолемею. После этого наместник Сард, «по приказу правителя [Антигона] предательски довёл её до смерти, через посредство некоторых женщин». Антигон не хотел, чтобы убийство сестры Александра связывали с его именем, в связи с чем приказал организовать пышные похороны Клеопатры и казнил несколько её служанок по обвинению в гибели госпожи.
После того как Антигон обеспечил безопасность своих владений в Малой Азии, он обратил внимание на восток, где набирал силу Селевк. В промежутке между августом 310 года до н. э. и 308 годом до н. э. Антигон со своим войском вторгся в Месопотамию. Историки приводят несколько мотивов начала военной кампании. Для Антигона ситуация грозила потерей восточной половины своих владений. Из всех врагов Селевк казался наиболее слабым и победа над ним вернула бы Антигону не только власть над ранее захваченными землями, но и подняла бы его авторитет в противостоянии диадохов. Единственное, в чём сходятся источники при описании данной военной кампании, так это разграбление области войсками Антигона. У населения отбирали даже ячмень и финики — основные продукты питания в античной Месопотамии. Плутарх даже пришёл к выводу, что область окончательно подчинилась Селевку из-за творимых войсками Деметрия и Антигона зверств. Местные жители видели в Селевке единственную силу, которая сможет защитить их от Антигона.
Детали противостояния между войсками Антигона и Селевка неизвестны, их реконструкция носит предположительный характер. Вероятно, вначале Антигону сопутствовал успех. Во всяком случае он смог достичь Вавилона и сделал неудачную попытку его захватить. В ходе городских боёв его войска не смогли занять храм Набу. Антигон так и не смог полностью захватить город, после чего назначил «сатрапом Аккада» Архелая и направился в Куту. Мотив этого действия до конца не ясен. Возможно, Антигон хотел захватить находящиеся в городе богатства, а также заставить местных жрецов перейти на его сторону.

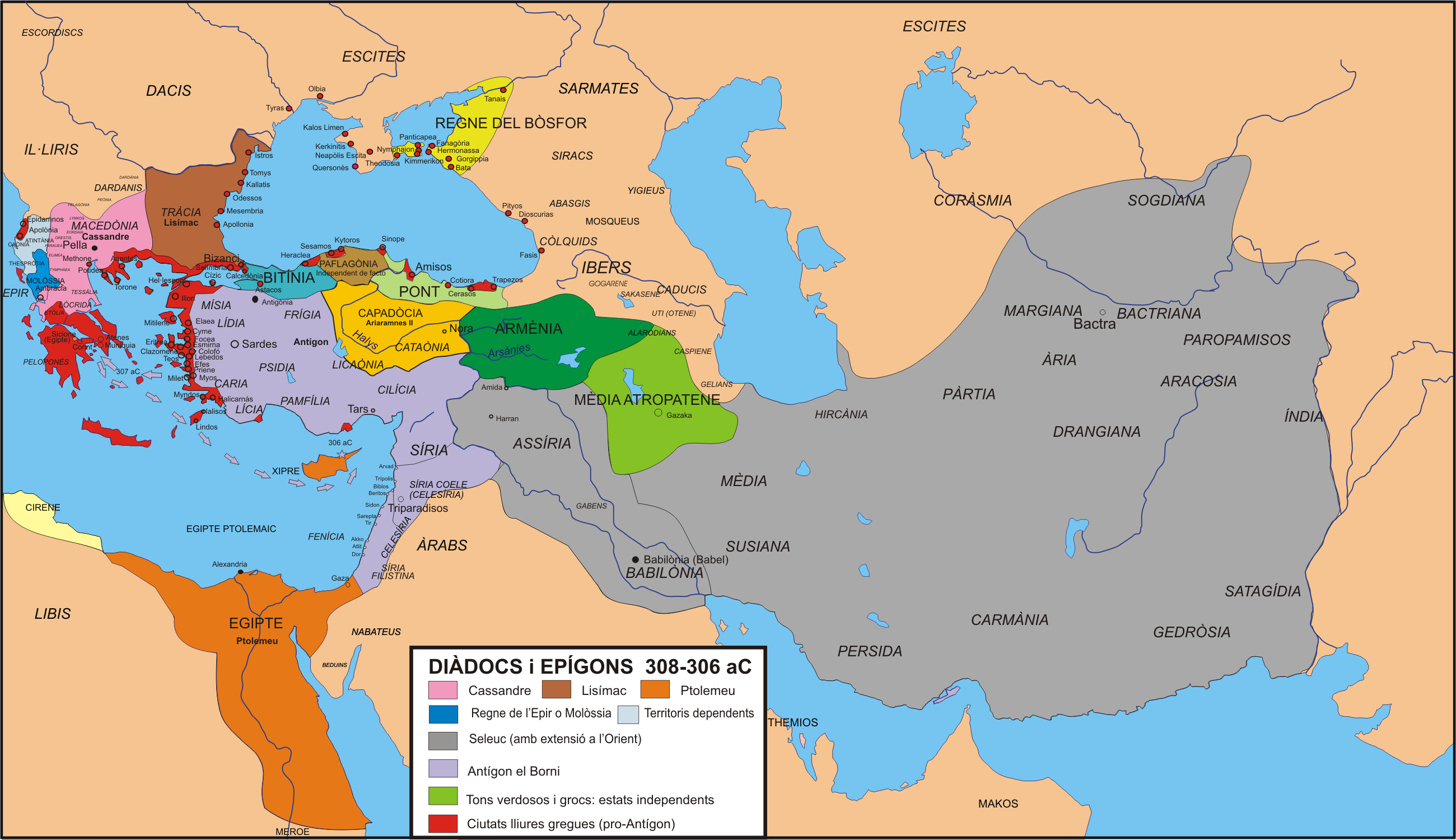
Ориентировочная карта территориальных владений на момент окончания Вавилонской войны

Информация о решающем сражении между Антигоном и Селевком содержится в «Стратегемах» Полиэна. Оно продолжалось два дня. В первый день исход битвы не был решён и она должна была продолжиться на следующий день. Селевк приказал своим воинам лечь спать в полном вооружении, сохраняя боевой порядок. Воины Антигона, напротив, разбили лагерь и сняли оружие. Ранним утром Селевк дал сигнал атаки, что стало для Антигона неожиданностью. Его воины оказались застигнутыми врасплох и были разбиты. Вне зависимости от того, насколько описание Полиэна соответствует действительности, несомненно, что Селевк одержал решительную победу, однако не смог захватить в плен Антигона.
В 308/307 году до н. э. между Антигоном и Селевком был заключён хрупкий мир. Каждый из военачальников остался при тех владениях, которыми обладал на момент его подписания. Таким образом, по результатам Вавилонской войны Антигон утратил большую часть своих восточных владений, в то время как Селевк смог основать собственное государство. Предположительно, граница между владениями Антигона и Селевка проходила в Месопотамии. Южная часть области принадлежала Селевку, в то время как северная, прилегающая к Сирии и Малой Азии, — Антигону.
Несомненным победителем в Вавилонской войне был Селевк, который из безземельного военачальника за несколько лет стал руководителем громадного государства за счёт владений Антигона. Причинами поражения Антигона, кроме экстраординарных личностных качеств его соперника, были ненависть со стороны населения, а также необходимость вести войну на нескольких фронтах.

### Четвёртая война диадохов. Гибель
В 307 году до н. э. Антигон отправил войско под командованием сына Деметрия Полиоркета в Грецию, чтобы вывести область из-под контроля Кассандра. Вторжение было подкреплено пропагандистским приёмом — обещанием свободы для греческих полисов. Появление флота Деметрия Полиоркета рядом с Афинами вызвало энтузиазм среди горожан. Войско подконтрольного Кассандру тирана Афин Деметрия Фалерского отказалось сражаться, а Народное собрание заставило его начать переговоры с «освободителем». Афиняне, согласно античной традиции, восприняли конец правления Деметрия Фалерского с воодушевлением. Официально в Афинах была восстановлена демократия.
Деметрий Полиоркет был встречен в городе с ликованием. Лидер местных демократов Стратокл предложил воздать ему беспрецедентные почести. Диодор Сицилийский и Плутарх по-разному описывают их детали. Диодор упоминает возведение позолоченных статуй Антигона и Деметрия на Агоре рядом со статуями тираноубийц Гармодия и Аристогитона; посвящение им алтаря с надписью «Сотерам» («Спасителям»); учреждение ежегодного празднества с агонами, жертвоприношениями и торжественными шествиями; учреждение двух новых фил — Антигониды и Деметриады; решение выткать на священном пеплосе Афины изображений Антигона и Деметрия, а также дарование обоим правителям золотых венков стоимостью в двести талантов. Плутарх упоминает об образовании новых фил, возведении алтаря и помещении изображений Антигона и Деметрия на пеплос Афины, а также приводит ещё девять, среди которых возведение жертвенника на том месте Аттики, куда впервые ступил Деметрий, замену «послов» к Антигону «феорами» (до этого религиозная должность), а архонтов-эпонимов — жрецами «спасителей». При сопоставлении свидетельств двух авторов, историки отдают предпочтение информации из «Исторической библиотеки» Диодора, а не «Сравнительных жизнеописаний» Плутарха, которые по их мнению в данном вопросе не заслуживают доверия.
На Кипре Деметрий нанёс флоту Птолемея сокрушительное поражение при Саламине, после чего отправил отцу с вестью о победе Аристодема. Согласно античной легенде, по прибытии в Азию Аристодем приказал всем воинам оставаться на корабле, а сам, сохраняя безмолвие, неторопливо отправился к Антигону. Антигон приказал своим приближённым узнать о результатах сражения. Однако Аристодем продолжал хранить молчание. Нетерпение Антигона достигло крайних пределов, и он встретил Аристодема у дверей своего дворца. Подойдя совсем близко, Аристодем вытянул правую руку и громко сказал: «Радуйся и славься, царь Антигон, мы победили Птолемея в морском бою, в наших руках Кипр и шестнадцать тысяч восемьсот пленных!» На это Антигон ответил: «И ты, клянусь Зевсом, радуйся, но жестокая пытка, которой ты нас подверг, даром тебе не пройдет — награду за добрую весть получишь не скоро!»
Обращение к Антигону «Царь», согласно античной традиции, было неслучайным. Воодушевлённая вестью о блестящей победе толпа подхватила обращение Аристодема и провозгласила Антигона царём. Приближённые диадоха принесли диадему и короновали своего правителя. По мнению современных историков, описанная Плутархом история не является полной выдумкой. Аристодем относился к числу ближайших советников Антигона. Судя по информации из Плутарха, у друзей Антигона была приготовлена корона, а сам Антигон без особых возражений принял царский титул. По мнению историков, в данном случае имела место заранее подготовленная театральная постановка, целью которой было произвести впечатление на толпу и короновать Антигона. С завоеванием Кипра Антигон получил морскую базу для ведения дальнейших военных действий против Египта. Также он становился гегемоном восточного Средиземноморья.
Принятие Антигоном титула «Царь», по мнению Р. Биллоуза, открывает последний этап в его жизни. К 306 году до н. э. ему было около 76 лет. Приблизительно в это время Антигон серьёзно заболел. Согласно Плутарху, после выздоровления он сказал: «Все к лучшему! Болезнь эта напоминает, чтобы мы не впадали в гордыню, ибо и мы тоже смертны.» К этому времени он располнел и «тяжесть грузного тела, непомерно обременявшая носильщиков, уже не позволяла ему исполнять обязанности полководца, а потому впредь он пользовался службою сына, который с блеском распоряжался самыми важными и трудными делами благодаря своему опыту и удаче.» Также, тяжёлым ударом для Антигона стала преждевременая смерть его второго сына Филиппа.
Антигон захотел развить победу над Птолемеем при Саламине на Кипре и начал готовить поход в Египет. К осени он собрал войско в более чем 80 тысяч воинов, 8 тысяч всадников и 83 слонов, а также флот из 150 боевых и 100 транспортных кораблей. С этими силами он выступил на юг. Сам Антигон командовал войском, в то время как Деметрий — флотом. С этими силами, несмотря на шторм и необходимость пересекать пустыню, Антигон достиг Нила. Птолемей постарался подкупить войско Антигона, пообещав каждому воину, который перейдёт на его сторону, две мины. Командирам было обещано по целому таланту. Антигон смог остановить массовый переход лишь жестокими пытками и казнями дезертиров.
В силу как природных причин, так и вследствие хороших оборонительных сооружений Птолемея на берегу Нила Антигон не смог преодолеть реку. Он не захотел повторить ошибку Пердикки, который в ходе неподготовленного форсирования реки потерял большую часть войска, что вызвало недовольство и заговор военачальников. Одновременно, он не мог держать на берегу громадное войско. На военном совете было принято решение отступить в Сирию, а впоследствии, когда уровень воды в реке спадёт, вернуться.
В следующем 305/304 году до н. э. войско Антигона под командованием Деметрия безуспешно осаждало Родос. Летом 304 года до н. э. Антигон был вынужден снять осаду с Родоса и отправить Деметрия в Грецию, так как Кассандр осадил Афины. Пока Деметрий в 304—303 годах до н. э. вёл военные действия в Греции, Антигон находился в Азии и был занят строительством новой столицы своего государства Антигонии. В какой-то момент Кассандр на фоне успешных действий Деметрия был вынужден отправить послов к Антигону с предложением заключить мир, на что получил отказ. Тогда он сумел заключить новый союз с Лисимахом против Антигона. К ним вскоре присоединились Птолемей и Селевк.
В 302 году до н. э. во владения Антигона вторглось войско под командованием военачальника Кассандра Препелая, которому Лисимах предоставил 6 тысяч воинов и тысячу всадников. В этой кампании Препелаю сопутствовал успех. Он захватил Адрамиттий, после чего осадил Эфес и вынудил его жителей сдать город. После этого он вынудил перейти на сторону Лисимаха жителей Теоса и Колофона, а затем разграбил окрестности Эрифр и Клазомен. Диодор Сицилийский подчёркивает, что Препелай не смог захватить эти города, так как к ним подошли подкрепления. Затем Препелай отправился в Сарды, где убедил военачальника Антигона Феникса сдать город. Лишь фрурарх Филипп сохранил верность Антигону и продолжал удерживать цитадель Сард.
Престарелый Антигон был вынужден лично выступить против Лисимаха. Он хотел разбить его войско до подхода основных сил Селевка, но Лисимах всякий раз уклонялся от решающего сражения. Одновременно до Антигона стали доходить слухи о подходе огромной армии Селевка, так что он был вынужден отозвать войско Деметрия из Греции. По прибытии в Малую Азию Деметрий захватил Эфес, Парос и Лампсак. В составе войск Деметрия в Малую Азию прибыл юный эпирский царевич Пирр. Кассандр в это время занял Фессалию, после чего отправил на помощь Лисимаху войско под командованием брата Плистарха. Впрочем, по пути Плистарх попал в бурю, которая уничтожила большую часть его сил. Последним на борьбу с Антигоном выступил Птолемей. Он захватил южную часть Келесирии, после чего предпочёл вернуться обратно в Египет. Согласно античной традиции, он поверил слухам о поражении Лисимаха и Селевка и решил, что война проиграна.
По окончании зимы 301 года до н. э. в Малой Азии находилось четыре войска. Деметрий со своими силами обосновал зимние квартиры возле Геллеспонта, Антигон — Дорилея, Лисимах — в месте, где расположен современный город Болу, Селевк — в Каппадокии. Все они весной или летом 301 года до н. э. встретились возле Ипса, месторасположение которого неизвестно. По мнению Р. Биллоуза, Ипс находился в 50 милях к югу от античного города Синнады на месте современной деревни Сипсин.
Согласно Плутарху, у Антигона было 70 тысяч воинов, 10 тысяч всадников и 75 слонов, в то время как в войске союзников — 64 тысячи воинов, 15 тысяч всадников, 120 боевых колесниц и 400 слонов, из которых на долю Селевка приходилось 20 тысяч воинов, большая часть конницы и все слоны. В центре обоих войск разместили фалангу, которую прикрыли с фланга конницей. Элитные отряды конницы Антигона возглавил Деметрий, которому с противоположной стороны противостоял сын Селевка Антиох. Союзники выставили около сотни слонов впереди, оставив основную их часть в резерве.
Битва при Ипсе проходила в два этапа. Вначале Деметрий атаковал фланг Антиоха. По словам Плутарха, «он [Деметрий] сражался великолепно и обратил неприятеля в бегство, однако слишком увлёкся преследованием». В это время Селевк развернул своих слонов таким образом, чтобы не дать возможности коннице Деметрия вернуться обратно к основным силам Антигона. На втором этапе конница Селевка начала обстреливать фалангу Антигона, не спеша вступать в сражение. Тем временем на другом крыле шёл ожесточённый бой между слонами Лисимаха и Антигона. Постоянный обстрел деморализовал фалангу Антигона. После того как наёмники стали разбегаться и переходить на сторону Селевка, началось наступление фаланги союзников. Антигон до конца надеялся, что Деметрий вернётся и переломит ход сражения, однако тот так и не смог прорваться через заслон из слонов Селевка.
В фаланге Антигона началось повальное бегство. Согласно Плутарху, Антигон до самой смерти оставался на поле боя, ожидая помощи от сына. На слова приближённых: «Царь, они метят в тебя!» — Антигон возразил: «Какая же ещё может быть у них цель? Но Деметрий подоспеет на выручку». После того как Антигон был пронзён сразу несколькими копьями, его приближённые разбежались и лишь один Форак из Лариссы остался охранять его тело. Впоследствии Антигона похоронили с царскими почестями.

## Держава Антигона
Антигон стал правителем большей части азиатских владений империи Александра в 316/315 году до н. э. Несмотря на территориальное расположение своей державы, Антигон при формировании армии и распределении административных должностей в первую очередь полагался на греков и македонян. Для того чтобы привлечь греческие полисы на свою сторону и обеспечить их лояльность, Антигон мирился с их автономным статусом, который предполагал, в частности, отсутствие на их территориях гарнизонов Антигона. Этот принцип взаимодействия монарха и греческих полисов стал типичным для всех последующих эллинистических царей.
В отличие от территорий, которые населяли греки, Антигон практически не обращал внимания на Верхние сатрапии. Их попадание на несколько лет под власть Антигона стало результатом Второй войны диадохов с Эвменом. За четыре года правления он стал настолько непопулярным, что население областей восстало при первой же возможности сбросить его власть.
Держава Антигона была богатой и самодостаточной. В долинах рек Малой Азии, Сирии и Палестины, а также в долине Евфрата располагались плодородные пахотные земли. Троада и Фригия обеспечивали громадные пастбища для крупного рогатого скота и лошадей. Леса Киликии и Ливана обеспечивали древесину, а в Анатолии и Сирии в античности добывали множество полезных ископаемых.
Первой столицей Антигона были Келены, а с 306 года до н. э. он начал строительство Антигонии на Оронте.
Антигон правил своей державой вначале как сатрап македонского царя, а с 306 года до н. э. как царь. Какой бы абсолютной ни была власть монарха, он не мог управлять самостоятельно. У македонских царей Аргеадов был синедрион (совет) гетайров. Такой же совет был и у Антигона, только вместо гетайров в него входили «друзья» (φιλοί). «Друзья» Антигона выполняли дипломатические и административные функции, среди которых были приём посетителей и участие в посольствах, а также исполнение других ответственных поручений своего покровителя.
Диодор Сицилийский оценивал ежегодный доход державы Антигона в 11 тысяч талантов. Эта сумма формировалась как за счёт налогов, так и «подарков» от вассальных греческих полисов. Кроме этой громадной суммы, Антигон захватил сокровищницу Александра, в которой было около 35 тысяч талантов. Также казну периодически пополняла военная добыча. Большую часть средств своей державы Антигон тратил на содержание флота и войска, которое включало не менее 40 тысяч воинов и 5 тысяч всадников.

## Семья
В возрасте около 40 лет Антигон женился на Стратонике, вдове своего брата Деметрия. Плутарх приводит версию, что первый ребёнок Стратоники родился от брака с Деметрием и умер в младенчестве. Из-за того, что Стратоника вышла замуж за Антигона практически сразу после гибели Деметрия, её сына считали ребёнком от второго мужа. Современные историки считают данное утверждение недостоверной античной сплетней. Между браком Антигона и рождением Деметрия Полиоркета прошло не менее двух с половиной лет, что делает невозможной версию о том, что отцом Деметрия был старший брат Антигона.
Кроме Деметрия, у Стратоники и Антигона был ещё один сын Филипп, которого назвали в честь дедушки по отцовской линии. По мнению Р. Биллоуза, Филипп родился в 334 году до н. э., когда Антигон вместе с Александром отправился в Азию. Г. Берве и П. Тревес считали, что Филипп родился в 332 или 331 годах до н. э. в столице Фригии Келены, где Антигон был назначен сатрапом. В целом брак Стратоники можно назвать удачным. Несмотря на высокое положение, которого достиг Антигон, у него, в отличие от большинства военачальников Александра, не было любовниц.
Согласно античной традиции, Антигон воспитывал сына Филиппа в строгости. Цицерон упоминает о существовании писем Антигона, в которых он советовал сыну добиваться уважения воинов ласковым обращением, а благожелательности толпы — доброжелательными речами. Возможно, эти письма были написаны значительно позже и были лишь приписаны Антигону. Также античные авторы передают две анекдотические истории о взаимоотношениях Филиппа с отцом. Так, на вопрос, когда же войско выступит в поход, Антигон ответил: «Боишься, что ты один не услышишь трубы?» Плутарх считал, что таким образом Антигон учил сына вести себя сдержанно и осторожно. Во время одного из походов Филипп остановился в доме с тремя молодыми девушками. Антигон ничего не сказал сыну, но вызвал чиновника, который был ответственен за расквартирование войска, и приказал «вызволить сына из этой тесноты».
Преждевременная смерть Филиппа в возрасте 26—28 лет стала тяжёлым ударом для Антигона. Он похоронил сына с царскими почестями и, по утверждению И. Г. Дройзена, перенёс всю свою любовь на Деметрия и его тринадцатилетнего сына.
Антигон ставил на важные посты в своей армии своих ближайших родственников. В этом контексте историки отмечают тот факт, что брат Антигона Полемей, хоть и умер в 313 году до н. э., не упомянут среди его военачальников. Это, по мнению Р. Биллоуза, выглядит довольно странным, тем более с учётом того, что сын этого Полемея, также Полемей, был одним из наиболее влиятельных военачальников Антигона. Возможно, в это время Полемей был недееспособен и жил в уединении, либо входил в свиту Антигона и участвовал в военных советах.

## Оценки
... представляется вероятным, что если бы Антигон пошел хоть на малые уступки и несколько утишил свое непомерное властолюбие, он до конца удержал бы главенство среди царей и передал его сыну. Однако, суровый и спесивый от природы, столь же резкий в речах, как и в поступках, он раздражал и восстанавливал против себя многих молодых и могущественных соперников.
[Счастье] было ему верно, потому что он во всем действовал по собственной инициативе, всегда сохранял всю власть в своих руках и, таким образом, будучи всегда полным господином своих поступков и всегда уверенный в своей тайне, вырывал победу из рук врагов, которые в большинстве случаев состояли из союзников, даже после того, как они победили.
Смысл прозвища Антигона «Одноглазый» на первый взгляд однозначен и связан с увечьем, которое он получил во время осады Перинфа. Однако эпитет имеет ряд специфических нюансов. В древнегреческом языке существовало два слова для обозначения человека с одним глазом — «έterόφθαλμος» и «μονόφθαλμος». Первое слово «έterόφθαλμος» не имело какой-либо негативной коннотации и обозначало человека, который потерял глаз. Определение «μονόφθαλμος» было оскорбительным, так как касалось людей и мифологических персонажей, которые изначально родились с одним глазом, как например аримаспов и циклопов. За Антигоном, единственным из всех персоналий античности, закрепился презрительный эпитет «Монофтальма», который не столько характеризовал его в контексте физического недостатка, сколько подчёркивал «циклоповскую» жестокость и тиранические наклонности. Эпитет «Одноглазый» более распространён в современной историографии по сравнению с античными источниками. Это связано с его негативной коннотацией. Тот автор, который называл Антигона Монофтальмом изначально показывал к нему своё негативное отношение. Кроме эпитета «Монофтальма», в источниках зафиксирован также откровенно издевательский эпитет «Циклоп». Возможно, обозначения «Одноглазый» и «Циклоп» вошли в обиход в результате пропаганды со стороны врагов Антигона и/или его наследников, которым было выгодно очернение своих противников.
Судя по всему, автором этих прикрепившихся к Антигону прозвищ был ритор и софист Феокрит из Хиоса. В античных источниках приведено несколько вариаций истории о взаимоотношениях Антигона с Феокритом, каждая из которых заканчивается смертью философа и предполагает различные оценки личности эллинистического царя. Каждая из версий предполагает несколько трактовок. По одной, Антигон тяжело переживал своё увечье, а Феокрит жил и злословил в сторону Антигона вне его владений. В таком случае версия о наёмном убийце выглядит наиболее вероятной. Не исключено, что Феокрит был придворным философом у Антигона и превысил «лимит милосердия» царя. В «плутарховой версии» Антигон представлен терпеливым правителем, который несколько раз приглашал к своему двору известного софиста, но в конечном итоге на фоне нанесённого оскорбления потерял терпение. В версии Макробия Антигон приговорил Феокрита к смерти только после второго оскорбления, которое было высказано при личной встрече. В таком случае Антигон представлен терпимым к насмешкам и клевете правителем, а Феокрит испытывал его милосердие своими дерзостью и упрямством. С.-Т. Теодорссон считал более соответствующим действительности версию Макробия. По мнению историка, ситуацию с Феокритом запомнили в первую очередь благодаря тому, что ему «удалось вывести из себя» Антигона, чьи сдержанность и самообладание вошли в поговорку. Несмотря на репутацию терпеливого человека, Антигон мог быть резким и безжалостным. На этом основании Р. Биллоуз отмечал «сложный» характер Антигона, который в зависимости от обстоятельств мог быть как мягким, так и суровым, как терпеливым, так и подверженным приступам ярости. Несмотря на всю «противоречивость» Антигона, не вызывает сомнения, что он был хорошим семьянином, человеком с огромной физической энергией и чувством юмора.
В целом оценки Антигона античными авторами и современными историками разносторонние. С одной стороны, военачальник представлен разумным и просвещённым правителем, который приближал к себе учёных и литераторов, но в дни крайнего возбуждения начинал следовать советам астрологов. Единственным человеком, кому Антигон оказывал безусловное доверие, был сын Деметрий, с которым у него сложились прекрасные взаимоотношения. Что характерно, Деметрий во многом представлял полную противоположность отцу. Для Антигона были характерны осмотрительность и порядок, с которыми он вёл даже, казалось бы, самые маловажные дела. Хотя сам Антигон избегал роскоши и расточительности, он не скупился на взятки и подкуп там, где это было необходимо. Судя по приписываемым Антигону высказываниям, он понимал весь груз власти. В военном лагере он находил общий язык с воинами и достаточно терпимо относился к шуткам в свой адрес.
Античные и современные историки подчёркивают порочность Антигона, его чрезмерные самонадеянность и честолюбие. Одновременно они отмечают его благоразумие и тактичность. В отличие от Александра, который к концу жизни стал общепризнанным царём громадной империи, Антигон был вынужден создавать свою державу и идти к власти на фоне противодействия талантливых и одарённых соперников. Его чрезмерные амбиции и честолюбие позволили ему достичь наивысшей, по сравнению с другими диадохами, власти и в то же время привели к полному разгрому. Неудачи Антигона последнего десятилетия его жизни были обусловлены его безусловным доверием к сыну. Ошибки Деметрия при Газе, у Родоса и при Ипсе стоили в конечном итоге Антигону жизни.

## Историография
Антигон является одним из ключевых персонажей периода непрекращающихся войн за передел империи Александра Македонского после преждевременной смерти её создателя. По утверждению родоначальника так называемого критического метода в историографии Б. Г. Нибура, для него нет более запутанного периода в истории чем войны диадохов. Первым систематическим исследованием войн диадохов стал труд И. Г. Дройзена, который посвятил второй том своего трёхтомника по истории эллинизма преемникам Александра. Именно И. Г. Дройзен закрепил в историографии термин «войны диадохов». Труд этого историка тенденциозен, написан с позиций благотворности влияния Запада на Восток через призму современной истории.
По мере изучения периода войн диадохов историки стали обращать внимание на конкретных личностей этого времени. Итальянские историки Э. Манни и М. Фонтана в своих работах 1950-х годов пытались представить Антигона и его сына Деметрия романтиками с идеей о мировом господстве.
Первой монографией об Антигоне является книга К. Верли «Antigone et Demetrius» 1969 года. Её недостатком стала отрывочность сведений о жизни Антигона до 320 года до н. э., что стало следствием скудного отображения деталей его биографии в античных источниках в этот период. Следующей монографией об Антигоне стал труд П. Бриана «Antigone le Borgne (Les Débuts de sa Carrière et les Problèmes de l’Assemblée Macédonienne)» 1973 года. В ней автор довольно подробно изложил весь трудный и противоречивый путь Антигона в контексте его попыток достичь обладания богатым наследством Александра. Следующей книгой об Антигоне стала монография Р. Биллоуза, которая была впервые опубликована в 1990 году, а затем переиздана в 1997 году. В ней автор попытался воспроизвести детали биографии первых шестидесяти лет жизни Антигона на основании сведений об эпохе Филиппа II и Александра Македонского. Неизбежным следствием такого подхода стало большое количество допущений и предположений. По мнению П. Дерова, монография Р. Биллоуза тенденциозна, содержит сомнительные выводы и оставляет множество неразрешённых вопросов.

## В культуре
Антигон является одним из персонажей исторических повестей и романов об Александре Македонском и войнах диадохов, в том числе «Бронзовый бог Родоса» 1960 года Лайона Спрэга де Кампа, «Погребальные игры» 1981 года М. Рэно, а также «Обреченные сражаться. Лихолетье Ойкумены» и «Несущие смерть. Стрелы судьбы» Л. Вершинина.
Антигон изображён в фильме «Александр» 2004 года. Военачальника сыграл ирландский актёр И. Битти.

### Исследования
- Абакумов А. А. Слоновый корпус Селевка в битве при Ипсе (301 г. до н. э.) // Известия Алтайского государственного университета. — 2010. — Вып. 68, № 4. — С. 9—12. — ISSN 1561-9451.
- Габелко О. Л. Антигон Монофтальм и Антигон Фуск: к интерпретации двух прозвищ эллинистических монархов // Antiquitas aeterna  / Отв. ред. А. В. Махлаюк и О. Л. Габелко. — Н. Новгород: Нижегородский государственный университет им. Н. И. Лобачевского, 2014. — Вып. 4. — С. 119—130.
- Габелко О. Л. Кем был Деметрий, полководец Филиппа (Dion. Byz. 65)? // Восток (Oriens). — 2015. — № 5. — С. 28—34. — ISSN 0869-1908.
- Деркачёва С. О. Некоторые заметки по истории полиса Кизика в VII-I вв. до н. э. // Вестник университета Дмитрия Пожарского. — 2018. — Вып. 11, № 3. — С. 25—74. — ISSN 2410-5309.
- Дройзен И. Г. История эллинизма. — Ростов-на-Дону: Феникс, 1995. — Т. 2. — 544 с. — ISBN 5-85880-079-3.
- Дьяконов М. М. Очерк истории Древнего Ирана / Под редакцией И. М. Дьяконова и А. Г. Периханян. — М.: Издательство восточной литературы, 1961.
- Ефремов Н. В. К истории северной Малой Азии в раннеэллинистическое время. 2. Период диадохов 323—311 гг. // Античный мир и археология. — 2010. — № 14. — С. 49—93. — ISSN 0320-961X.
- Колосов Д. В. Наследник Александра (некоторые аспекты полководческого искусства Эвмена Кардийского) // Проблемы истории, филологии, культуры. — Магнитогорск: Магнитогорский государственный университет, 2007. — № 17. — С. 249—254. — ISSN 1992-0431.
- Королев К. Войны античного мира: Македонский гамбит. — М.: Издательство АСТ, 2003. — (Военно-историческая библиотека). — ISBN 5-17-012401-5.
- Михайлов В. Б. Битва при Габиене в контексте второй войны диадохов // Parabellum Novum : военно-исторический журнал. — СПб.: ИП Д. А. Скобелев, 2018. — Вып. 41, № 8. — С. 49—60. — ISSN 2308-9423.
- Михайлов В. Б. Эвмен из Кардии — полководец раннеэллинистического периода // Известия Алтайского государственного университета. — Барнаул: Алтайский государственный университет, 2021. — Вып. 118, № 2. — С. 55—59. — ISSN 1561-9451.
- Нефедов К. Ю. Культ первых Антигонидов в Афинах: новая интерпретация // Кондаковские чтения Ι. Проблемы культурной преемственности. — Белгород, 2005. — С. 83—94.
- Олмстед А. История Персидской империи / перевод с английского А. А. Карповой. — М.: Центрполиграф, 2015. — 575 с. — (Великие империи мира). — ISBN 978-5-9524-5151-3.
- Ранович А. Б. Эллинизм и его историческая роль. — Л.: Издательство АН СССР, 1950.
- Светлов Р. В. Пирр и военная история его времени. — СПб.: Изд-во С.-Петерб. ун-та, 2006. — 355 с. — ISBN 5-288-03892-9.
- Самохина Г. С. Мир 311 г. до н. э.: его дипломатическое оформление, политическое значение и место в борьбе диадохов за власть // МНЕМОН: исследования и публикации по истории античного мира. — 2005. — № 4. — С. 191—218. — ISSN 1813-193X.
- Смирнов С. В. Государство Селевка I (политика, экономика, общество). — М.: Русский фонд содействия образованию и науке, 2013. — 344 с. — ISBN 978-5-91244-099-1.
- Смирнов С. В. Пифон — наследник Александра в тени великих современников // Вестник древней истории. — М.: Наука, 2014. — Вып. 290, № 3. — С. 31—46.
- Смирнов С. В. От Вавилона до Трипарадиса: малые диадохи в контексте политической истории раннего эллинизма // Восток. Афро-азиатские общества: история и современность. — 2015. — № 5. — С. 73—79. — ISSN 2713-0401.
- Фролов Э. Д. Власть и культура в древней Греции на стыке классики и эллинизма // Проблемы истории, филологии, культуры. — Магнитогорский государственный технический университет им. Г. И. Носова, 2002. — № 12. — С. 28—58. — ISSN 1992-0431.
- Шофман А. С. Распад империи Александра Македонского / Печатается по постановлению редакционно-издательского совета Казанского университета. Отв. редактор В. Д. Жигунин. — Казань: Издательство Казанского университета, 1984.
- Anson E. The Siege of Nora : A Source Conflict (англ.) // Greek, Roman, and Byzantine Studies[англ.]. — 1977. — Vol. 18, no. 3. — P. 251—256.
- Anson Edward M. The Chronology of the Third Diadoch War (англ.) // Phoenix. — Classical Association of Canada, 2006. — Vol. 60, no. 3/4. — P. 226—235. — JSTOR 20304611.
- Anson Edward M. Eumenes of Cardia: A Greek among Macedonians (англ.). — Second edition. — Leiden; Boston: Brill, 2015. — (Mnemosyne Supplements, History and Archaeology of Classical Antiquity, vol. 383). — ISBN 978-90-04-29717-3.
- Bayliss A. J. Chapter 6. Stratocles of Diomeia: Audacious Buffon or Shameless Bold? // After Demosthenes: The Politics of Early Hellenistic Athens (англ.). — London: Continuum International Publishing Group, 2011. — P. 152—186. — ISBN 978-1-4411-1151-7.
- Billows R. Antigonos the One-eyed and the Creation of the Hellenistic State (англ.). — Berkeley; Los Angeles; London: University of California Press, 1997. — ISBN 0-520-06378-3.
- Billows R. The Battle of Salamis and Cyprus in the Diadoch Era // Salamis of Cyprus: History and Archaeology from the Earliest Times to Late Antiquity. Conference in Nicosia, 21—23 May 2015 (англ.) / Rogge S., Ioannou C., Mavrojannis T. (eds.). — Münster; New York: Waxmann, 2019. — P. 457—468. — ISBN 978-3-8309-8479-5.
- Burn A. R. Notes on Alexander's Campaigns, 332—330 (англ.) // The Journal of Hellenic Studies. — The Society for the Promotion of Hellenic Studies, 1952. — Vol. 72. — P. 81—91. — doi:10.2307/627996. — JSTOR 627996.
- Carney E. D. Women and Monarchy in Macedonia (англ.). — Norman: University of Oklahoma Press, 2000. — ISBN 0-8061-3212-4.
- Derow P. S. Review: Antigonos the One-Eyed. Reviewed Work: Antigonos the One-Eyed and the Creation of the Hellenistic State Richard A. Billows // The Classical Review, New Series. — Cambridge University Press, 1993. — Т. 43, № 2. — С. 326—332. — JSTOR 713554.
- Grainger J. D. The Rise of the Seleukid Empire (323—223 BC) Seleukos I to Seleukos III (англ.). — Barnslay: Pen&Sword Military, 2014. — ISBN 978-1-78303-053-8.
- Grainger J. D. Antipater’s Dynasty (англ.). — Yorkshire; Philadelphia: Pen & Sword Military, 2019. — 271 p. — ISBN 978-1-52673-088-6.
- Heckel W. Who's Who in the Age of Alexander the Great: Prosopography of Alexander's Empire (англ.). — Malden; Oxford; Carlton: Blackwell Publishing, 2006. — ISBN 1-4051-1210-7.
- Heckel W. Who's Who in the Age of Alexander and his Successors. From Chaironea to Ipsos (338—301 BC) (англ.). — Barnsley: Greenhill Books, 2021. — 554 p. — ISBN 978-1-78438-648-1.
- Kaerst J[нем.]. Antigonos 3 // Paulys Realencyclopädie der classischen Altertumswissenschaft :  [нем.] / Georg Wissowa. — Stuttgart : J. B. Metzler’sche Verlagsbuchhandlung, 1894. — Bd. I, Zweite Hälfte (I, 2). — Kol. 2406—2412.
- Kirchner J.[нем.]. Aristodemos 16 // Paulys Realencyclopädie der classischen Altertumswissenschaft :  [нем.] / Georg Wissowa. — Stuttgart : J. B. Metzler’sche Verlagsbuchhandlung, 1895. — Bd. II, 1. — Kol. 923—924.
- Merker I. L. Reviewed Work: Antigonos the One-Eyed and the Creation of the Hellenistic State Richard A. Billows (англ.) // The American Journal of Philology. — The Johns Hopkins University Press, 1992. — Vol. 113, no. 4. — P. 633—637. — doi:10.2307/295548. — JSTOR 295548.
- Park M. The fight for Asia : The battle of Gabiene 317/16 BC (англ.) // Ancient Warfare[англ.]. — Zutphen, Netherlands: Karwansaray Publishers, 2009. — Vol. III, no. 2. — P. 29—36. — ISSN 1874-7019.
- Roisman Joseph. Alexander`s Veterans and the Early Wars of the Successors (англ.). — Austin: University of Texas Press, 2013. — xiv, 264 p. — ISBN 978-0-292-75431-7.
- Romm J. Ghost on the Throne : The Death of Alexander the Great and the War for Crown and Empire (англ.). — New York: Alfred A. Knopf, 2011. — 368 p. — ISBN 978-0-307-27164-8.
- Rose T. C. A historical commentary on Plutarch’s Life of Demetrius (англ.) / A thesis submitted in partial fulfillment of the requirements for the Doctor of Philosophy degree in Classics in the Graduate College of The University of Iowa Thesis Supervisor: Professor John F. Finamore. — Iowa City, Iowa: The University of Iowa, 2015. — doi:10.17077/etd.l3arbfzu.
- Simpson R. H. Antigonus, Polyperchon and the Macedonian Regency (англ.) // Historia: Zeitschrift für Alte Geschichte. — Franz Steiner Verlag, 1957. — Vol. 6, no. 3. — P. 371—373. — JSTOR 4434536.
- Teodorsson Sven-Tage. Theocritus the Sophist, Antigonus the One-Eyed, and the Limits of Clemency (англ.) // Hermes. — Franz Steiner Verlag, 1990. — Vol. 118, no. 3. — P. 380—382. — JSTOR 4476771.
- Treves P[итал.]. Philippos 14 // Paulys Realencyclopädie der classischen Altertumswissenschaft :  [нем.] / Georg Wissowa. — Stuttgart : J. B. Metzler’sche Verlagsbuchhandlung, 1938. — Bd. XIX, 2. — Kol. 2333—2334.
- Wheatley P. Antigonus Monophthalmus in Babylonia, 310—308 B. C. (англ.) // Journal of Near Eastern Studies. — The University of Chicago Press, 2002. — Vol. 61, no. 1. — P. 39—47. — JSTOR 546060.